# Liste der Kulturdenkmale in Innenstadt (Görlitz), Bi–D
In der Liste der Kulturdenkmale in Innenstadt (Görlitz), Bi–D sind sämtliche Kulturdenkmale der Görlitzer Innenstadt verzeichnet, die bis September 2024 vom Landesamt für Denkmalpflege Sachsen erfasst wurden (ohne archäologische Kulturdenkmale) und deren Straßenname mit den entsprechenden Anfangsbuchstaben beginnt. Die Anmerkungen sind zu beachten.
Diese Liste ist eine Teilliste der Liste der Kulturdenkmale in Görlitz.

## Liste der Kulturdenkmale in Innenstadt (Görlitz), Bi–D
| Bild                                    | Bezeichnung | Lage                                                                             | Datierung | Beschreibung | ID       |
| --------------------------------------- | --- | -------------------------------------------------------------------------------- | --- | --- | -------- |
| Weitere Bilder                          | Mietshaus in geschlossener Bebauung, Eckhaus | Bismarckstraße 1 (Hauptanschrift: Elisabethstraße 37) (Karte)                    | 1870er Jahre | Hochgezogene Ecke mit Balustrade und Figuren, baugeschichtlich und städtebaulich von Bedeutung | 09280658 |
|                                         | Mietshaus in geschlossener Bebauung, mit Laden | Bismarckstraße 2 (Karte)                                                         | Um 1870 | Baugeschichtlich und städtebaulich von Bedeutung | 09285412 |
| Weitere Bilder                          | Mietshaus in geschlossener Bebauung, dazu Fleischerladen mit originaler Gestaltung | Bismarckstraße 3 (Karte)                                                         | 1876 (Mietshaus); 1911 (Laden) | Bauherr war der Zimmermeister Paul Jaeckel, baugeschichtlich und städtebaulich von Bedeutung. Laden mit Fliesen, u. a. von Villeroy und Boch (wahrscheinlich von 1911). | 09280659 |
| Weitere Bilder                          | Mietshaus in geschlossener Bebauung, mit Laden | Bismarckstraße 4 (Karte)                                                         | 1870er Jahre | Baugeschichtlich und städtebaulich von Bedeutung, vermutlich Wohnhaus von Paul Mühsam (Vetter von Erich Mühsam) | 09280660 |
|                                         | Mietshaus mit originalen Ladenfronten in geschlossener Bebauung, Eckhaus | Bismarckstraße 5 (Hauptanschrift: Struvestraße 8) (Karte)                        | 1868 | Früher Möbelmagazin, Bauherren G. Zander & Comp., baugeschichtlich und städtebaulich von Bedeutung | 09282285 |
|                                         | Mietshaus mit Laden in geschlossener Bebauung, Eckhaus | Bismarckstraße 6 (Hauptanschrift: Struvestraße 24) (Karte)                       | Um 1890 | Schaufenster, Schrift „Milch-Arlt“ und Reste alter Fliesen, baugeschichtlich und städtebaulich von Bedeutung. Erdgeschoss gestört. Ecke zur Struvestraße hochgezogen. | 09281643 |
|                                         | Wohnhaus in geschlossener Bebauung | Bismarckstraße 7 (Karte)                                                         | 1863 | Städtebaulich von Bedeutung. Fassade 1929 neu gestaltet, Blendbögen, Putzgesimse. | 09289203 |
|                                         | Mietshaus in geschlossener Bebauung | Bismarckstraße 8 (Karte)                                                         | Um 1890 | Baugeschichtlich und städtebaulich von Bedeutung. Erdgeschoss verändert. | 09281687 |
|                                         | Mietshaus in geschlossener Bebauung | Bismarckstraße 9 (Karte)                                                         | 1862 Vorderhaus, 1867 und 1894 Hintergebäude | Bauherr Uhrenhändler Röhrig, Portal um 1900, im Eingangsbereich zur Durchfahrt mit Eisen eingefasste Schaukästen, Hinterhaus gebaut als Atelier des Görlitzer Photographen Robert Scholz, baugeschichtlich und städtebaulich von Bedeutung | 09281686 |
|                                         | Mietshaus mit Läden in geschlossener Bebauung, dazu villenartiges Hofgebäude | Bismarckstraße 10 (Karte)                                                        | 1870er Jahre | Baugeschichtlich und städtebaulich von Bedeutung. Läden mit originalen Fronten. | 09281685 |
|                                         | Wohnhaus in geschlossener Bebauung, mit Laden mit originaler Front | Bismarckstraße 11 (Karte)                                                        | Um 1890 | Städtebaulich von Bedeutung. Erhalten nur Stuck um das Portal und die Ladenfront. | 09281684 |
|                                         | Wohnhaus in geschlossener Bebauung | Bismarckstraße 12 (Karte)                                                        | 1860er Jahre | Hervorgehobener Mittelteil, baugeschichtlich und städtebaulich von Bedeutung. Von der Durchfahrt schöner Eingang um 1910. Gusseisernes Treppengeländer aus der Bauzeit. Originale Wohnungstür nur im obersten Geschoss. | 09281683 |
|                                         | Wohnhaus in geschlossener Bebauung | Bismarckstraße 13 (Karte)                                                        | 1862/63 | Bauherren waren Zimmermeister Karl Heinrich Borgana und Maurermeister Wilhelm Koritzky, städtebaulich von Bedeutung | 09301891 |
|                                         | Mietshaus in geschlossener Bebauung | Bismarckstraße 13a (Karte)                                                       | Um 1890 | Obergeschosse Klinker, Fassade betont durch mittig angelegte Erkerarchitektur, baugeschichtlich und straßenbildprägend von Bedeutung. Hofdurchfahrt mit Stuck, Pilastern, Medaillons. Gusseisernes Treppengeländer, farbige Bleiglasfenster im Treppenhaus. Am linken Seitenflügel offene Veranden. | 09281682 |
|                                         | Wohnhaus, nach links in geschlossener Bebauung | Bismarckstraße 14 (Karte)                                                        | 1857 | Fassade mit Jugendstilelementen, baugeschichtlich und städtebaulich von Bedeutung. Schöne geätzte Fenster im Treppenhaus, auch an Windfangtür. Hofseitig offene Veranden. | 09281681 |
| Direkt Bild zu diesem Denkmal hochladen | Kirche der Baptistengemeinde | Bismarckstraße 15 (Karte)                                                        | 1930 | Weit aus der Straßenflucht zurückgesetzt, ein Baukörper auf rechteckiger Fläche mit dem Kirchenraum in die Tiefe des Grundstücks, ein weiterer dreigeschossig mit Funktionsräumen und der Wohnung des Predigers hinten links angebaut, eine schlichte und gediegene klassische Gestaltung, stadt- und baugeschichtliche Bedeutung | 09307496 |
|                                         | Wohn- und Bürogebäude, nach rechts in geschlossener Bebauung | Bismarckstraße 15a (Karte)                                                       | Um 1910 | Fassade durch pilasterartige Gliederung hervorgehoben, baugeschichtlich und wirtschaftsgeschichtlich von Bedeutung. Gliederung mit Kolossalpilastern. Alte Innenausstattung (Türen) erhalten. Farbige Bleiglasfenster im Treppenhaus. | 09281679 |
|                                         | Wohnhaus in Ecklage | Bismarckstraße 16 (Karte)                                                        | 1852 | Kopfbau des Straßenzuges gegen die Schützenstraße, Bauherr Obrist-Leutnand Zechlin, Veranda an Schützenstraße 1893 unter Posthaltereibesitzer Oswald Geißler, städtebaulich von Bedeutung. Fassade geglättet. Wohnhaus hat aber noch alte Fassadenstruktur mit Mittelrisalit (noch alte Pilasterkapitelle). Hinten und an der Seite alte Putznutungen. | 09281678 |
|                                         | Mietshaus in geschlossener Bebauung, Eckhaus zur Schützenstraße | Bismarckstraße 17 (Karte)                                                        | 1890er Jahre | Historismusfassade, baugeschichtlich, städtebaulich und straßenbildprägend von Bedeutung. Hochgezogene Ecke mit Attika, Eingangsbereich Stuckgliederung, Treppenhausfenster bunt geätzt. | 09281186 |
|                                         | Wohnhaus in geschlossener Bebauung | Bismarckstraße 17a (Karte)                                                       | 1870er Jahre | Fassade mit Stilelementen der Neorenaissance, baugeschichtlich und städtebaulich von Bedeutung | 09281185 |
|                                         | Mietshaus in geschlossener Bebauung, mit Läden mit originalen Fronten, üppiges Jugendstil-Dekor, mit Nr. 18a spiegelgleich | Bismarckstraße 18 (Karte)                                                        | 1902/03 | Baugeschichtlich und straßenbildprägend von Bedeutung. Jugendstil-Bleiglasfenster im Treppenhaus und in der Haustür, Jugendstil-Stuck und -Malerei im Treppenhaus, beide Häuser mit je einem Balkon. | 09281184 |
|                                         | Mietshaus mit Laden in geschlossener Bebauung, Fassade mit üppigem Jugendstil-Dekor, mit Nr. 18 identisch | Bismarckstraße 18a (Karte)                                                       | 1902/03 | Fassade mit üppigem Jugendstil-Dekor, mit Nummer 18 identisch, baugeschichtlich, baukünstlerisch und straßenbildprägend von Bedeutung. Ladenfront nicht original, Fassade reicher Jugendstil-Schmuck. | 09281183 |
|                                         | Mietshaus in geschlossener Bebauung, mit originaler Ladenfront und Fabrik im Hof | Bismarckstraße 19 (Karte)                                                        | 1897/98 | Baugeschichtlich und städtebaulich von Bedeutung. Klinkerbau mit Stuck. Originale Laden- oder Restaurantfront mit schönem schmiedeeisernem Gitter davor. In Hofdurchfahrt Kacheln mit Ornamentzeichnung und fünf blauen Fliesenbildern mit Görlitz-Motiven. Decke der Hofdurchfahrt holzverkleidet, leicht gewölbt in Jugendstil-Manier, dazu originale Jugendstil-Lampenfassungen. Treppenhaus geätzte Fenster. Hoffabrik Klinker mit Putz. | 09281182 |
|                                         | Mietshaus in geschlossener Bebauung, mit kleinem Laden mit originaler Front | Bismarckstraße 20 (Karte)                                                        | 1880er Jahre | Baugeschichtlich und städtebaulich von Bedeutung | 09281181 |
| Weitere Bilder                          | Wohnhaus, nach links in geschlossener Bebauung | Bismarckstraße 21 (Karte)                                                        | Zwischen 1860 und 1863 | Bauherr Herrmann Reget Meilly, klassizistische Fassadengestaltung, baugeschichtlich und städtebaulich von Bedeutung. Siehe Nummer 22. Hochgezogener Mittelrisalit. | 09281180 |
|                                         | Mietshaus, nach rechts in geschlossener Bebauung | Bismarckstraße 22 (Karte)                                                        | 1863 | Ursprungsbau durch Maurermeister Gock, grundlegender Umbau durch den Rentner Herrmann Reget Meilly, reiche Historismusfassade, baugeschichtlich und städtebaulich von Bedeutung. Haus ehemals identisch Nummer 21, diese unverändert erhalten, schöne geätzte Treppenhausfenster. | 09281179 |
|                                         | Mietshaus in geschlossener Bebauung | Bismarckstraße 23 (Karte)                                                        | 1860er Jahre | Baugeschichtlich und städtebaulich von Bedeutung | 09281178 |
|                                         | Mietshaus in geschlossener Bebauung | Bismarckstraße 24 (Karte)                                                        | 1860er Jahre | Baugeschichtlich und städtebaulich von Bedeutung. Fassade im dritten Obergeschoss geglättet, altes Treppenhaus. | 09281177 |
|                                         | Mietshaus in geschlossener Bebauung | Bismarckstraße 25 (Karte)                                                        | 1860er Jahre | Ab 1878 Augenklinik von Dr. Landsberg und danach Dr. Mehlhose, Fassade im Stil der Neorenaissance, baugeschichtlich und städtebaulich von Bedeutung, im Treppenhaus farbige Bleiglasfenster | 09281176 |
|                                         | Mietshaus in geschlossener Bebauung, mit Laden | Bismarckstraße 26 (Karte)                                                        | Um 1870 | Baugeschichtlich und städtebaulich von Bedeutung. Pilaster in Hofdurchfahrt. Fassade leicht verändert. | 09281175 |
|                                         | Mietshaus in geschlossener Bebauung, Eckhaus | Bismarckstraße 27 (Struvestraße 25) (Karte)                                      | Um 1870 | Baugeschichtlich und straßenbildprägend von Bedeutung. Gebäude eventuell Geschäftshaus. Fassade geglättet und verändert. Interessante Eckgestaltung mit Balkon im ersten Obergeschoss. Halbovales Treppenauge. Stuck im Eingang. | 09281174 |
|                                         | Wohnhaus in geschlossener Bebauung, Eckhaus | Bismarckstraße 28 (Karte)                                                        | Um 1860 | Bauherr Polizei-Secretair Bellin, baugeschichtlich und straßenbildprägend von Bedeutung. Ecke hochgezogen. Fassade wohl etwas geglättet und verändert, besonders das Erdgeschoss an der Ecke. | 09280906 |
|                                         | Mietshaus in geschlossener Bebauung, mit Laden | Bismarckstraße 29 (Karte)                                                        | Um 1870 | Baugeschichtlich und städtebaulich von Bedeutung. Erdgeschoss rechts verändert. Hofgebäude quer nicht uninteressant. | 09280907 |
|                                         | Mietshaus in geschlossener Bebauung, mit Läden mit originaler Front | Bismarckstraße 30 (Karte)                                                        | Um 1870 | Baugeschichtlich und städtebaulich von Bedeutung. Hochgezogene Seitenrisalite. | 09280908 |
|                                         | Wohnhaus in geschlossener Bebauung, mit Läden mit originaler Front | Bismarckstraße 31 (Karte)                                                        | Um 1870 | Baugeschichtlich und städtebaulich von Bedeutung. Hochgezogener Mittelrisalit. | 09280909 |
| Weitere Bilder                          | Mietshaus in geschlossener Bebauung, mit originalen Ladenfronten, Eckhaus | Bismarckstraße 32 (Elisabethstraße 38) (Karte)                                   | 1870 | Städtebaulich und baugeschichtlich von Bedeutung. - Bismarckstraße: Läden mit originaler Front. Eckhaus, Ecke hochgezogen, im ersten Obergeschoss Balkon. - Elisabethstraße: Abgeschrägte Ecke mit Balkons, Erdgeschoss-Laden, reiche Putzdekorationen. | 09280910 |
| Weitere Bilder                          | Friedenshöhe; Parkanlage in ihrer Raumbildung und Flächengliederung, mit Bodenrelief, Wegesystem, raum- und strukturbildender Bepflanzung, Aussichtsplattform, Pergola, Stauden- und Sommerblumenbeete sowie 3 Kunstguss-Figurengruppen des Bautzner Bildhauers Rudolf Enderlein | Blockhausstraße (Karte)                                                          | 1858 (Parkanlage); 1891 (Aufstellung Bronzedenkmal für Prinz Friedrich); ab 1952 (Pergola); ab 1952 (Aufstellung von drei Kunstguss-Kinderfiguren)                                            | Skulpturen des Bautzner Bildhauers Rudolf Enderlein, stadtgeschichtlich und gartenkünstlerisch von Bedeutung. Aussichtspunkt vor dem Blockhaus mit Blick auf die Neiße und Eisenbahnviadukt. | 09281321 |
|                                         | Mietshaus, nach rechts in geschlossener Bebauung | Blockhausstraße 1 (Karte)                                                        | Um 1890 | Als letztes Gebäude vor der Eisenbahnbrücke städtebaulich und straßenbildprägend von Bedeutung, repräsentatives Gebäude des Historismus. Klinkerbau. Am Brückenkopf Eisenbahnbrücke, Brandmauer in diese Richtung entsprechend gestaltet. Im Eingangsbereich Pilaster und Stuck in Kehle. Reste geätzten Glases in Treppenhausfenstern. Im ersten, zweiten und dritten Obergeschoss rechts Loggien mit schönen schmiedeeisernen Gittern. | 09280876 |
|                                         | Mietshaus in geschlossener Bebauung | Blockhausstraße 2 (Karte)                                                        | Um 1890 | Historistische Fassade, baugeschichtlich und städtebaulich von Bedeutung. Klinkerbau. Im Eingangsbereich Pilaster und Stuck. Treppenhausfenster geätzt. | 09280877 |
|                                         | Mietshaus in geschlossener Bebauung, Eckhaus, mit Vorgarten und Einfriedung zur Blockhausstraße | Blockhausstraße 3 (Karte)                                                        | Um 1890 | Baugeschichtlich und städtebaulich von Bedeutung. Ecke hochgezogen, Erstes und zweites Obergeschoss Balkons mit Gittern. In Hofdurchfahrt schöner Stuck an der Decke. Pilaster mit Kapitellen. | 09280871 |
|                                         | Mietshaus in geschlossener Bebauung mit Vorgarten | Blockhausstraße 4 (Karte)                                                        | Um 1890 oder früher | Baugeschichtlich und städtebaulich von Bedeutung. Im ersten und zweiten Obergeschoss große Balkons mit Eisengittern, im Erdgeschoss Altan. Im Eingangsbereich Schablonenmalerei um 1905. Treppenhausfenster mit verschiedenem Glas, teilweise geätzt. Vorgarten mit altem Einfriedungsgitter. | 09280872 |
|                                         | Mietshaus in geschlossener Bebauung mit Vorgarten | Blockhausstraße 5 (Karte)                                                        | 1887 | Aufwändige historistische Fassade, baugeschichtlich und städtebaulich von Bedeutung. Im ersten und zweiten Obergeschoss Balkons mit Gitter. In Hofdurchfahrt Putzprofile. Treppenhausfenster geätzt. In Hofdurchfahrt hüfthohe Holzverkleidung. | 09280873 |
|                                         | Mietshaus in geschlossener Bebauung mit Vorgarten | Blockhausstraße 6 (Karte)                                                        | Um 1890 | Fassade mit Stilelementen der Neorenaissance, baugeschichtlich und städtebaulich von Bedeutung. Im Treppenhaus Fußbodenkacheln. Fenstergläser teilweise geätzt. Im ersten und zweiten Obergeschoss Balkons mit schönen schmiedeeisernen Gittern. | 09280874 |
|                                         | Mietshaus in geschlossener Bebauung, Eckhaus zum Wilhelmsplatz | Blumenstraße 1 (Karte)                                                           | 1870er Jahre | Neorenaissance-Fassade, baugeschichtlich und straßenbildprägend von Bedeutung. In Hofdurchfahrt Stuck. | 09281265 |
|                                         | Mietshaus in geschlossener Bebauung | Blumenstraße 2 (Karte)                                                           | Um 1880 | Baugeschichtlich und städtebaulich von Bedeutung. Geätzte Fenster im Treppenhaus. Hochgezogener Mittelrisalit. | 09281089 |
|                                         | Wohnhaus in geschlossener Bebauung | Blumenstraße 3 (Karte)                                                           | Um 1880 | Historismusfassade, baugeschichtlich und städtebaulich von Bedeutung. Seitenrisalite. Geätzte Fenster im Treppenhaus. | 09281090 |
|                                         | Wohnhaus in geschlossener Bebauung | Blumenstraße 4 (Karte)                                                           | Um 1870 | Palaisartiges Gebäude, Fassade mit klassizistischen Formen, baugeschichtlich und städtebaulich von Bedeutung. Besonders prächtig. Hofdurchfahrt mit Stuck und Pilastergliederung. Geätzte Fenster im Treppenhaus. Gusseisernes Treppengeländer. | 09281091 |
|                                         | Wohnhaus in geschlossener Bebauung und Hofgebäude | Blumenstraße 5 (Karte)                                                           | Um 1870 | Aufwändige Putzfassade, baugeschichtlich und städtebaulich von Bedeutung. Hofdurchfahrt mit Stuckdecke. Geätzte Fenster im Treppenhaus. Hofgebäude Klinker mit Holz und Holzveranda. | 09281092 |
|                                         | Wohnhaus in nach links in geschlossener Bebauung und Hinterhaus | Blumenstraße 6 (Karte)                                                           | Um 1870 | Städtebaulich von Bedeutung, Hinterhaus dreiflüglig | 09281093 |
|                                         | Kirchgemeindehaus der Methodistischen Kirche, nach links in offener Bebauung | Blumenstraße 7 (Karte)                                                           | Um 1920 | Ortsgeschichtlich von Bedeutung, Lisenengliederung | 09281094 |
|                                         | Wohnhaus in geschlossener Bebauung | Blumenstraße 8 (Karte)                                                           | Um 1920 | Städtebaulich von Bedeutung. Gliederung mit Kolossalpilastern. Stuckornamente im Treppenhaus. Hier wäre das Photoatelier Neuse (siehe Jakobstraße 5) gewesen. | 09281095 |
|                                         | Wohnhaus, nach links in geschlossener Bebauung | Blumenstraße 9 (Karte)                                                           | Um 1870 | Baugeschichtlich und städtebaulich von Bedeutung. Hofdurchfahrt mit Pilastergliederung und Stuckprofilierung. Geätzte Fenster im Treppenhaus. | 09281096 |
| Direkt Bild zu diesem Denkmal hochladen | Wohnhaus in geschlossener Bebauung, Eckhaus und Nebengebäude | Blumenstraße 10 (Hauptanschrift: James-von-Moltke-Straße 44) (Karte)             | 1870er Jahre | Baugeschichtlich und städtebaulich von Bedeutung. Eckerker über Erdgeschoss und erstem Obergeschoss. Fassade etwas geglättet. Stuck im Eingangsbereich und Ornamentkacheln. Nebengebäude: zurückgesetztes kleines Klinkergebäude. | 09281124 |
|                                         | Wohnhaus in Ecklage, mit Garteneinfriedung und Vorgarten | Blumenstraße 11 (Hauptanschrift: James-von-Moltke-Straße 7) (Karte)              | 1911 | Reformstil der Zeit um 1910, baugeschichtlich von Bedeutung. Dazu eine Gedenktafel für Herbert Balzer mit Inschrift: „Herbert-Balzer-Straße. Herbert Balzer. Geb. am 27.12.1897. Funktionär der KPD im Görlitzer Gebiet. Antifaschistischer Widerstandskämpfer. Im April 1945 von der SS ermordet.“ Farbige Bleiglasfenster an der Veranda, Gebäude Blumenstraße 12 gehörte ehemals als Nebengebäude zu diesem Wohnhaus. | 09281195 |
|                                         | Kutscherhaus, nach rechts in geschlossener Bebauung | Blumenstraße 12 (Karte)                                                          | Um 1900 | Ehemals Nebengebäude zur Blumenstraße 11/James-von-Moltke-Straße 7, baugeschichtlich und sozialgeschichtlich von Bedeutung. An Brandmauer der Blumenstraße Nummer 13 gebaut. | 09281088 |
|                                         | Mietshaus in geschlossener Bebauung, mit linkem Hofflügel | Blumenstraße 13 (Karte)                                                          | Ende 19. Jahrhundert | Städtebaulich von Bedeutung. Fassade entstellend geglättet, aber in Hofdurchfahrt Stuck und Pilastergliederung. Im Treppenhaus geätzte Fenster. Mit linkem Hofflügel, mit Holzveranden. Blumenstraße 12 an Brandmauer angebaut. | 09281087 |
|                                         | Mietshaus in geschlossener Bebauung, mit rechtem Hofflügel | Blumenstraße 14 (Karte)                                                          | Ende 19. Jahrhundert | Städtebaulich von Bedeutung. Fassade entstellend geglättet, aber Eingangsbereich reich mit Stuck und Pilastern versehen. Hinten Holzveranden. Im Treppenhaus geätzte Fenster. | 09281086 |
|                                         | Mietshaus in geschlossener Bebauung | Blumenstraße 15 (Karte)                                                          | Um 1890 | Städtebaulich von Bedeutung. In Hofdurchfahrt Stuck (ruinös). Zum Hof offene Holzveranden. Im Treppenhaus teilweise geätzte Fenster. | 09281085 |
| Weitere Bilder                          | Mietshaus in geschlossener Bebauung | Blumenstraße 16 (Karte)                                                          | Um 1890 | Repräsentative Putzfassade, baugeschichtlich und städtebaulich von Bedeutung. Ohne Hinterhaus. In Hofdurchfahrt Stuck an der Decke, Medaillon, Konsolen. | 09281084 |
|                                         | Mietshaus in geschlossener Bebauung | Blumenstraße 17 (Karte)                                                          | Um 1890 | Baugeschichtlich und städtebaulich von Bedeutung. Im Eingangsbereich Art-déco-Dekorationen, Fußbodenkacheln. Hinterhaus ehemalige Wagenfabrik, sehr klare Gestaltung, mit kleinem Innenhof (Abbruch 1996). | 09281083 |
|                                         | Mietshaus in geschlossener Bebauung | Blumenstraße 18 (Karte)                                                          | Um 1890 | Repräsentative historistische Fassade, baugeschichtlich und städtebaulich von Bedeutung. Balkone rechts, großer Ziergiebel rechts. Geätzte Windfangtür zum Treppenhaus. Ein Bleiglasfenster. | 09281082 |
| Weitere Bilder                          | Mietshaus in geschlossener Bebauung | Blumenstraße 19, 20 (Karte)                                                      | Um 1890 | Historismusfassade, baukünstlerisch und städtebaulich von Bedeutung. Ein Haus, eine Fassade. Klinkerbau mit Stuckputz. Große Balkone (teilweise kaputt) mit schmiedeeisernen Gittern. In der Hofdurchfahrt außergewöhnlicher neubarocker Stuck, teilweise figürlich. Deckenbilder. Im Treppenhaus farbige Bleiglasfenster. Treppenhaus mit schönem schmiedeeisernem Gitter. Die Ausmalung in der Durchfahrt von Dekorationsmaler G. Maue, bezeichnet 1903. | 09281081 |
|                                         | Mietshaus in geschlossener Bebauung | Blumenstraße 21 (Karte)                                                          | 1893 | Bauherr war der Baumeister Eugen Rother, Historismusfassade, baugeschichtlich und städtebaulich von Bedeutung. Klinkerbau mit Stuckputz. Terrazzofussboden mit Ornamenten. Treppenhaus mit schmiedeeisernem Gitter. | 09281080 |
|                                         | Mietshaus in geschlossener Bebauung | Blumenstraße 22 (Karte)                                                          | Um 1890 | Neorenaissance-Fassade, baugeschichtlich und städtebaulich von Bedeutung, Stuck in Hofdurchfahrt | 09281079 |
|                                         | Mietshaus in geschlossener Bebauung | Blumenstraße 23 (Karte)                                                          | Um 1890 | Baugeschichtlich und städtebaulich von Bedeutung. Stuck in Hofdurchfahrt. Hinten Holzveranden. Treppenhaus verändert. Im Treppenhaus geätzte Fenster. | 09281078 |
|                                         | Mietshaus in geschlossener Bebauung | Blumenstraße 24 (Karte)                                                          | Um 1890 | Baugeschichtlich und städtebaulich von Bedeutung. Stuck im Eingangsbereich und Medaillon. | 09281077 |
|                                         | Mietshaus in geschlossener Bebauung | Blumenstraße 25 (Karte)                                                          | Um 1890 | Fassade mit Stilelementen der Neorenaissance, baugeschichtlich und städtebaulich von Bedeutung | 09281076 |
|                                         | Mietshaus in geschlossener Bebauung | Blumenstraße 26 (Karte)                                                          | Um 1890 | Baugeschichtlich und städtebaulich von Bedeutung. Tolle Deckenmalerei in Hofdurchfahrt. Wände mit Friesen. Treppenhausfenster geätzt. | 09281075 |
|                                         | Mietshaus in geschlossener Bebauung | Blumenstraße 27 (Karte)                                                          | 1891 | Fassade mit Stilelementen der Neorenaissance, baugeschichtlich und städtebaulich von Bedeutung. Klinkerbau mit Putz (Stuck). Eingangsbereich mit Konsolen. | 09281074 |
|                                         | Mietshaus in geschlossener Bebauung | Blumenstraße 28 (Karte)                                                          | 1891 | Fassade mit Stilelementen der Neorenaissance, baugeschichtlich und städtebaulich von Bedeutung. Deckenbild im Hauseingang, zum Teil Wände bemalt. Ornamentband im Treppenhaus. | 09281073 |
|                                         | Mietshaus in geschlossener Bebauung | Blumenstraße 29 (Karte)                                                          | 1891 | Historismusfassade, baugeschichtlich und städtebaulich von Bedeutung. Klinkerbau mit Stuck. Im Treppenhaus geätzte Fenster. Alte Fußbodenkacheln. | 09281072 |
|                                         | Mietshaus in geschlossener Bebauung, Eckhaus | Blumenstraße 29a (Karte)                                                         | Um 1890 | Markantes Gebäude mit aufwändiger Putzfassade und Eckturm, baugeschichtlich, städtebaulich und straßenbildprägend von Bedeutung. Eckturm. Balkone von Atlanten getragen. Balkone sehr verunstaltet. Stuck im Eingang. | 09281071 |
| Weitere Bilder                          | Villa mit Hofflügel und Villengarten | Blumenstraße 30 (Karte)                                                          | 1865 | Bauherr war der Particulier Ziemer, Hofflügel und Änderung des Daches 1899 unter Fabrikbesitzer und Kommerzienrat Sally Heymann, Fassade mit Elementen der Renaissance und des Barocks, baugeschichtlich sowie bau- und gartenkünstlerisch von Bedeutung. Schmiedeeisernes Treppengitter. Die Villa hat nach links eine Brandmauer und war wohl auf Anschluss weiterer Häuser ausgelegt. | 09281070 |
|                                         | Mietshaus in nach links offener Bebauung | Blumenstraße 32 (Karte)                                                          | Um 1890 | Prächtige Historismusfassade, baugeschichtlich und städtebaulich von Bedeutung. An offener Seite Balkons im ersten und zweiten Obergeschoss. | 09281123 |
|                                         | Mietshaus in geschlossener Bebauung | Blumenstraße 33 (Karte)                                                          | Um 1890 | Historistische Fassade, baugeschichtlich und städtebaulich von Bedeutung. Pilaster und Stuck in der Eingangshalle. Balkons mit schmiedeeisernen Gittern. | 09281122 |
|                                         | Mietshaus in geschlossener Bebauung | Blumenstraße 34 (Karte)                                                          | Um 1890 | Historistische Fassade, baugeschichtlich und städtebaulich von Bedeutung | 09281121 |
|                                         | Mietshaus in geschlossener Bebauung | Blumenstraße 35 (Karte)                                                          | Um 1890 | Historistische Fassade mit Elementen der Neorenaissance, baugeschichtlich und städtebaulich von Bedeutung. Pilastergliederung und Stuck im Treppenhaus, farbig gefasst. Bunte geätzte Treppenhausfenster. | 09281120 |
|                                         | Mietshaus in geschlossener Bebauung | Blumenstraße 36 (Karte)                                                          | Um 1890 | Historistische Fassade mit Stilelementen der Neorenaissance, baugeschichtlich und städtebaulich von Bedeutung | 09281119 |
|                                         | Mietshaus in geschlossener Bebauung | Blumenstraße 37 (Karte)                                                          | Um 1890 | Historistische Fassade mit Stilelementen der Neorenaissance, baugeschichtlich und städtebaulich von Bedeutung | 09281118 |
|                                         | Mietshaus in geschlossener Bebauung | Blumenstraße 38 (Karte)                                                          | Um 1890 | Historistische Fassade mit Stilelementen der Neorenaissance, baugeschichtlich und städtebaulich von Bedeutung. Stuck und Pilaster in Hauseingang. | 09281117 |
|                                         | Mietshaus in geschlossener Bebauung mit Vorgarten | Blumenstraße 39 (Karte)                                                          | Um 1890 | Hier Sprung aus der Straßenflucht, reiche Historismusfassade, baugeschichtlich und städtebaulich von Bedeutung. Stuck und Pilaster im Hauseingang. | 09281116 |
|                                         | Mietshaus in geschlossener Bebauung mit Vorgarten | Blumenstraße 40 (Karte)                                                          | Um 1890 | Historismusfassade, baugeschichtlich und städtebaulich von Bedeutung. Im Erdgeschoss Vorbau mit Balkon. Im Hauseingang Stuck, Pilaster, Medaillons. | 09281115 |
|                                         | Mietshaus in geschlossener Bebauung mit Vorgarten und Einfriedung | Blumenstraße 41 (Karte)                                                          | Um 1890 | Historismusfassade, baugeschichtlich und städtebaulich von Bedeutung | 09281114 |
|                                         | Mietshaus in geschlossener Bebauung mit Vorgarten | Blumenstraße 42 (Karte)                                                          | 1890er Jahre | Baugeschichtlich und städtebaulich von Bedeutung. Im Hauseingang Stuck, geätzte Windfangtür. | 09281113 |
|                                         | Mietshaus in geschlossener Bebauung mit Vorgarten und Einfriedung | Blumenstraße 43 (Karte)                                                          | 1890er Jahre | Historismusfassade, baugeschichtlich und städtebaulich von Bedeutung. In der Hofdurchfahrt Stuck und Deckengemälde. | 09281112 |
|                                         | Wohnhaus in geschlossener Bebauung mit Vorgarten | Blumenstraße 44 (Karte)                                                          | 1880er Jahre | Historismusfassade, baugeschichtlich und städtebaulich von Bedeutung. Haus mit Vorbau am Mittelrisalit im Erdgeschoss Pilastergliederung in Hofdurchfahrt, schöne geätzte Fenster, gusseisernes Treppengeländer. | 09281111 |
|                                         | Mietshaus in geschlossener Bebauung mit Vorgarten und Einfriedung | Blumenstraße 45 (Karte)                                                          | 1890er Jahre | Historismusfassade, baugeschichtlich und städtebaulich von Bedeutung, Hauseingang mit Stuck | 09281110 |
|                                         | Mietshaus in geschlossener Bebauung, Eckhaus zur Sohrstraße, mit Vorgarten und Einfriedung | Blumenstraße 46 (Karte)                                                          | Um 1890 | Fassade geglättet, städtebaulich von Bedeutung, im Eingangsbereich Stuck | 09281109 |
|                                         | Mietshaus in geschlossener Bebauung mit Einfriedung und Vorgarten | Blumenstraße 46a (Karte)                                                         | Um 1890 | Obergeschosse Klinker, baugeschichtlich und städtebaulich von Bedeutung. Im Treppenhaus bunte geätzte Fenster. | 09281107 |
|                                         | Wohnhaus, nach rechts in offener Bebauung, mit Einfriedung und Vorgarten | Blumenstraße 47 (Karte)                                                          | Um 1870 | Villenartig, baugeschichtlich von Bedeutung. Rechter Gebäudeteil mit Erker verändert, Hofseite ebenfalls verändert. | 09281106 |
|                                         | Wohnhaus, Eckgrundstück zur Blumenstraße, mit rechtem gewerblichen Hofflügel und Garten | Blumenstraße 48 (Hauptanschrift: James-von-Moltke-Straße 8) (Karte)              | 1870er Jahre | Städtebaulich von Bedeutung. Eingang mit Überdachung, darauf Balkon mit schmiedeeisernem Gitter. Stützen verändert. Vorgarten zur Blumenstraße. | 09280823 |
|                                         | Wohn- und Geschäftshaus in geschlossener Bebauung, mit mehreren Läden mit originalen Fronten, Eckhaus | Blumenstraße 49 (Hauptanschrift: James-von-Moltke-Straße 43) (Karte)             | 1898 | Bauherr war Fleischermeister Bruno Göhsing, baugeschichtlich und straßenbildprägend von Bedeutung. Alle Läden mit originalen Fronten. Eckladen mit Ornamentenfliesen, teilweise figürlich, gusseiserne Konsolen für Regale, Stuckdecke. Stuck in Hofeinfahrt. Erstes, zweites und drittes Obergeschoss an der Ecke mit Balkons mit schmiedeeisernen Gittern. Das Haus hatte erst Adresse Sommergasse 7. | 09300672 |
|                                         | Wohnhaus, nach links in offener Bebauung | Blumenstraße 53 (Karte)                                                          | Um 1870 | Palaisartiges Gebäude mit aufwändiger Putzfassade, baugeschichtlich und städtebaulich von Bedeutung. Im Eingang Stuckdecke und Pilastergliederung. | 09281099 |
|                                         | Wohnhaus in geschlossener Bebauung | Blumenstraße 54 (Karte)                                                          | Um 1870 | Städtebaulich von Bedeutung. Fassade geglättet, aber altes Fassadenraster erhalten. In Hofdurchfahrt Pilastergliederung und Deckenmalerei. | 09281100 |
|                                         | Wohnhaus in geschlossener Bebauung, mit rechtem Hofflügel | Blumenstraße 55 (Karte)                                                          | Um 1870 | Fassade mit Stilelementen der Neorenaissance, baugeschichtlich und städtebaulich von Bedeutung. Pilastergliederung und Stuck im Eingang. Eingeritzte Fußbodenfliesen. Mit rechtem Hofflügel mit schönen Ornamentgesimsbändern. | 09281101 |
|                                         | Mietshaus in geschlossener Bebauung | Blumenstraße 56 (Karte)                                                          | Um 1870 | Historismusfassade, baugeschichtlich und städtebaulich von Bedeutung. Hofdurchfahrt mit Stuckornamenten. Pilaster tragen Gurtbögen. | 09281102 |
|                                         | Mietshaus in geschlossener Bebauung | Blumenstraße 57 (Karte)                                                          | Um 1870 | Historismusfassade, baugeschichtlich und städtebaulich von Bedeutung. Hofdurchfahrt ähnlich wie Nummer 56. | 09281103 |
| Weitere Bilder                          | Mietshaus in geschlossener Bebauung, mit Kapelle im Hof | Blumenstraße 58 (Karte)                                                          | 1870er Jahre | Historismusfassade, baugeschichtlich und städtebaulich von Bedeutung. Hofseitig Holzbalkons. Am Vorderhaus schöne geätzte Treppenhausfenster. | 09281104 |
|                                         | Mietshaus in geschlossener Bebauung | Blumenstraße 59 (Karte)                                                          | Um 1890 | Neorenaissance-Fassade, baugeschichtlich und städtebaulich von Bedeutung. Hofdurchfahrt mit Stuck und Pilastergliederung, Art-déco-Malerei. Im Treppenhaus Mosaikfußboden. | 09281105 |
|                                         | Mietshaus in geschlossener Bebauung, Eckhaus zum Wilhelmsplatz | Blumenstraße 60 (Karte)                                                          | Um 1870 | Fassade mit Stilelementen der Neorenaissance, baugeschichtlich, städtebaulich und straßenbildprägend von Bedeutung. Im Treppenhauseingang reiche Malerei. Dachlandschaft total geglättet. | 09281266 |
| Direkt Bild zu diesem Denkmal hochladen | Parkartige Uferpromenade (Stadthallenufer) | Bolko-von-Hochberg-Straße (Karte)                                                | Ende 19. Jahrhundert | Stadt- und gartengeschichtlich von Bedeutung. Die betroffene Fläche zwischen Neiße und Uferstraße ist seit der Mitte des 18. Jahrhunderts gärtnerisch gestaltet. 1880 erwarb die Stadt Görlitz das Gelände bis zur damaligen Reichenberger Straße mit der 1875 vollendeten Brücke. Es entstand eine parkartige Uferpromenade mit geschlungenen Wegen und Bäumen. 1906 erfolgte mit der Errichtung der Stadthalle und deren Garten eine erneute Umgestaltung. Der Uferweg wurde aus Gründen des Hochwasserschutzes erhöht und die heute noch vorhandene Allee aus Winter-Linden gepflanzt. Diese Allee, die offenen Wiesenräume in Ufernähe und zahlreiche Altbäume (darunter Stiel-Eichen, Rot-Buchen, Hainbuchen, Platanen, Rosskastanien, Winter-Linden, Spitz-Ahorn und Ulmen) prägen nun seit über 100 Jahren das Gelände. Das Stadthallenufer zeugt von einer alten Nutzungs- und Gestaltungsgeschichte und ist stadt- und gartengeschichtlich von Bedeutung. | 09307032 |
|                                         | Brautwiesenplatz; Stadtplatz, kreisförmiger Verkehrsplatz mit äußeren Bürgersteigen, ringförmiger Straßenführung und mittiger Platzfläche sowie Resten der Bepflanzung (Baumkranz und Hecken) | Brautwiesenplatz (Karte)                                                         | 1900 | Kreisförmiger Verkehrsplatz mit äußeren Bürgersteigen, ringförmiger Straßenführung und mittiger Platzfläche sowie Resten der Bepflanzung (Baumkranz und Hecken), städtebaulich und stadtentwicklungsgeschichtlich von Bedeutung. Beschreibung des Gartendenkmals (Ragnhild Kober, 10. September 2008): - Bürgersteige: Granitsteinplatten (zum Teil Ersatzmaterial) mit beidseitigen Streifen aus Basaltmosaiksteinpflaster (zum Teil Ersatzmaterial), zur Straße Baumkranz (Kugelahorn) mit Fehlstellen und lückenhafte Hecke auf unbefestigtem Streifen sowie unregelmäßig aufgestellte Poller - Straße: auf der Außenseite Granitflach- bzw. Hochbordstein, auf der Innenseite Granithochbordstein, (Straße mit Bitumendecke) - Platzmitte: Kranz von Bäumen (Kugelahorn) und Kranz von Hecken (Rotdorn, Berberitze, Schneebeere) als Reste der alten Platzanlage auf einer Rasenfläche - Bemerkung: ehemals auf der inneren Platzfläche ein ringförmiger Bürgersteig an der Außenkante, eine den Platz überquerende Straßenbahnlinie (bis 1986) und eine Straßenbahnhaltestelle mit Wartehäuschen, um 1900 bereits Baumkranz und Hecken, nach 1945 Ersatzpflanzung | 09280577 |
|                                         | Transformatorenhäuschen aus Klinker | Brautwiesenplatz (Karte)                                                         | Um 1930 | Technikgeschichtlich von Bedeutung. Mittelstück von flacheren Bauten flankiert. | 09281218 |
| Direkt Bild zu diesem Denkmal hochladen | Straßentunnel (Brautwiesentunnel) | Brautwiesenplatz zur Lutherstraße (Karte)                                        | Ende 19. Jahrhundert | Tunnel der verlängerten Lutherstraße zum Brautwiesenplatz unter Eisenbahnanlage, schon 1867 (Stadtplan) bestand hier ein Tunnel, baugeschichtlich und eisenbahngeschichtlich von Bedeutung | 09282577 |
|                                         | Mietshaus mit Läden, Kopfbau mit Am Brautwiesentunnel 2 zum Brautwiesenplatz | Brautwiesenplatz 1 (Karte)                                                       | Um 1895 | Baugeschichtlich und städtebaulich von Bedeutung. Balkons abgerissen. Originale Ladenfronten. | 09281216 |
| Direkt Bild zu diesem Denkmal hochladen | Mietshaus mit Läden in geschlossener Bebauung, Kopfbau Cottbuser-/Spremberger Straße zum Brautwiesenplatz | Brautwiesenplatz 2 (Karte)                                                       | Um 1895 | Baugeschichtlich, städtebaulich und straßenbildprägend von Bedeutung. Ladenfronten original, altes Treppenhaus. Zwei Eckerker über erstem, zweitem und drittem Obergeschoss und Dachgeschoss. | 09281213 |
|                                         | Mietshaus in geschlossener Bebauung, mit Laden | Brautwiesenstraße 1 (Karte)                                                      | Um 1899 | Baugeschichtlich und städtebaulich von Bedeutung, Ladenfront später verändert, hofseitig verglaste Holzveranden | 09280763 |
|                                         | Mietshaus in geschlossener Bebauung, mit Laden | Brautwiesenstraße 2 (Karte)                                                      | 1899 | Baugeschichtlich und städtebaulich von Bedeutung. Klinkerbau, Ladenfront verändert, aber alte Ausstattung mit weißen Kacheln, blauen Friesen, eisernen Konsolen und der originalen Ladentafel (ehemals Fleischerei). Treppenhaus Reste geätzter Fenster. | 09280762 |
|                                         | Mietshaus in geschlossener Bebauung, mit Laden | Brautwiesenstraße 3 (Karte)                                                      | Um 1898 | Baugeschichtlich und städtebaulich von Bedeutung. Klinkerbau, originale Ladenfront, an der Straßenfassade sechs Balkons mit schönen schmiedeeisernen Gittern, im Treppenhaus Reste geätzter Fenster. | 09280761 |
|                                         | Mietshaus in geschlossener Bebauung | Brautwiesenstraße 4 (Karte)                                                      | Um 1898 | Baugeschichtlich und städtebaulich von Bedeutung, Klinkerbau, hofseitig Holzveranden | 09280760 |
|                                         | Mietshaus in geschlossener Bebauung | Brautwiesenstraße 5 (Karte)                                                      | 1899 | Bauherr war der Bauunternehmer Reinhold Paulo, baugeschichtlich und städtebaulich von Bedeutung | 09280759 |
|                                         | Mietshaus in geschlossener Bebauung | Brautwiesenstraße 6 (Karte)                                                      | 1898/99 | Bauherr war der Bauunternehmer Reinhold Paulo, baugeschichtlich und städtebaulich von Bedeutung, schöner Terrazzo-Mosaikfußboden, Treppenhausfenster geätzt | 09280758 |
|                                         | Mietshaus in geschlossener Bebauung | Brautwiesenstraße 7 (Karte)                                                      | 1898/99 | Bauherr war der Maurer Wilhelm Rädsch, baugeschichtlich und städtebaulich von Bedeutung | 09280757 |
|                                         | Mietshaus in geschlossener Bebauung, mit Laden | Brautwiesenstraße 8 (Karte)                                                      | Um 1898 | Baugeschichtlich und städtebaulich von Bedeutung, originale Ladenfront | 09280756 |
|                                         | Mietshaus in geschlossener Bebauung, mit Laden | Brautwiesenstraße 9 (Karte)                                                      | Um 1898 | Baugeschichtlich und städtebaulich von Bedeutung, originale Ladenfront | 09280755 |
|                                         | Mietshaus in geschlossener Bebauung, mit Laden | Brautwiesenstraße 10 (Karte)                                                     | Um 1898 | Baugeschichtlich und städtebaulich von Bedeutung, originale Ladenfront | 09280754 |
|                                         | Mietshaus in geschlossener Bebauung, mit Laden | Brautwiesenstraße 11 (Karte)                                                     | Um 1898 | Baugeschichtlich und städtebaulich von Bedeutung. Originale Ladenfront, an Erdgeschoss-Fassade fehlen Putznutungen, in Hofdurchfahrt zwei Medaillons. | 09280753 |
|                                         | Mietshaus in geschlossener Bebauung | Brautwiesenstraße 12 (Karte)                                                     | Um 1898 | Baugeschichtlich und städtebaulich von Bedeutung. An der Fassade fehlen im Erdgeschoss die Putznutungen. In Hofdurchfahrt Stuckprofile. | 09280752 |
|                                         | Mietshaus in geschlossener Bebauung, mit Laden | Brautwiesenstraße 13 (Karte)                                                     | Um 1898 | Baugeschichtlich und städtebaulich von Bedeutung, originale Ladenfront | 09280751 |
|                                         | Mietshaus in geschlossener Bebauung | Brautwiesenstraße 14 (Karte)                                                     | Um 1898 | Baugeschichtlich und städtebaulich von Bedeutung, Klinkerbau | 09280750 |
|                                         | Mietshaus in geschlossener Bebauung mit Laden mit originaler Front | Brautwiesenstraße 15 (Karte)                                                     | Um 1898 | Baugeschichtlich und städtebaulich von Bedeutung | 09280749 |
|                                         | Mietshaus in geschlossener Bebauung | Brautwiesenstraße 16 (Karte)                                                     | Um 1898 | Baugeschichtlich und städtebaulich von Bedeutung | 09280748 |
|                                         | Mietshaus in geschlossener Bebauung | Brautwiesenstraße 17 (Karte)                                                     | Um 1898 | Baugeschichtlich und städtebaulich von Bedeutung | 09280747 |
|                                         | Mietshaus in geschlossener Bebauung | Brautwiesenstraße 18 (Karte)                                                     | Um 1898 | Baugeschichtlich und städtebaulich von Bedeutung | 09280746 |
|                                         | Mietshaus in geschlossener Bebauung | Brautwiesenstraße 19 (Karte)                                                     | Um 1898 | Baugeschichtlich und städtebaulich von Bedeutung | 09280745 |
|                                         | Mietshaus, nach links in geschlossener Bebauung | Brautwiesenstraße 20 (Karte)                                                     | Um 1898 | Baugeschichtlich und städtebaulich von Bedeutung. Haus ruinös, Balkons fehlen. | 09280744 |
|                                         | Mietshaus in geschlossener Bebauung, Kopfbau zur Rauschwalder Straße | Brautwiesenstraße 22 (Karte)                                                     | Um 1898 | Baugeschichtlich und städtebaulich von Bedeutung. Kopfbau zeichnet sich durch hochgezogene Ecke aus, städtebauliche Wirkung. | 09280743 |
|                                         | Mietshaus in geschlossener Bebauung | Brautwiesenstraße 23 (Karte)                                                     | Um 1898 | Baugeschichtlich und städtebaulich von Bedeutung. Klinkerbau. Ladenfront original. Der linke Teil des Hauses besteht nur aus Erdgeschoss und erstem Obergeschoss, weil ganz geringe Gebäudetiefe. Dieses Fragment ist trotzdem nötig, weil es den Straßenzug schließt. | 09280742 |
|                                         | Mietshaus in geschlossener Bebauung, mit zwei Läden | Brautwiesenstraße 24 (Karte)                                                     | Um 1898 | Baugeschichtlich und städtebaulich von Bedeutung. Originale Ladenfronten. | 09280741 |
|                                         | Mietshaus in geschlossener Bebauung | Brautwiesenstraße 25 (Karte)                                                     | Um 1898 | Baugeschichtlich und städtebaulich von Bedeutung | 09280740 |
|                                         | Mietshaus in geschlossener Bebauung | Brautwiesenstraße 26 (Karte)                                                     | Um 1898 | Baugeschichtlich und städtebaulich von Bedeutung. Reste geätzter Treppenhausfenster. Laden erst nach 2000 neu eingebaut. | 09280739 |
|                                         | Mietshaus in geschlossener Bebauung, mit Laden mit originaler Ladenfront | Brautwiesenstraße 27 (Karte)                                                     | Um 1898 | Klinkerbau, baugeschichtlich und städtebaulich von Bedeutung. Rechter Risalit verputzt. Treppenhaus einfacher Terrazzofußboden, geätzte Treppenhausfenster. Reste Wandfries (gemalt). | 09280738 |
|                                         | Mietshaus in geschlossener Bebauung, mit Laden, rechts mit originaler Front | Brautwiesenstraße 28 (Karte)                                                     | Um 1898 | Baugeschichtlich und städtebaulich von Bedeutung. Erdgeschoss links entstellend geglättet. Reste geätzter Treppenhausfenster. Ohne Hinterhaus. | 09280737 |
|                                         | Mietshaus in geschlossener Bebauung | Brautwiesenstraße 29 (Karte)                                                     | Um 1898 | Klinker, baugeschichtlich und städtebaulich von Bedeutung | 09280736 |
|                                         | Mietshaus in geschlossener Bebauung, mit Läden mit originalen Fronten, und Nebengebäude | Brautwiesenstraße 30 (Karte)                                                     | Bezeichnet mit 1898 | Baugeschichtlich und städtebaulich von Bedeutung. Klinkerbau. Rechts und links offene Loggien. Schöne Fußbodenkacheln im Treppenhaus. Schöne Wohnungstüren. Hinten große Glasveranden. Hinten langes abgewinkeltes Seitengebäude mit weitem Dachüberstand, Pultdächern. Belag mit großen Granitplatten davor. Wahrscheinlich Gewerbegebäude. 21. September 2001 Genehmigung zu Abbruch von Hinterhaus und Garage, dieser erfolgte 2001. | 09280215 |
|                                         | Mietshaus in geschlossener Bebauung, mit Laden | Brautwiesenstraße 31 (Karte)                                                     | Um 1895 | Baugeschichtlich und städtebaulich von Bedeutung. Klinkerbau mit Seitenrisaliten und Giebelchen, in der Mitte originale Ladenfront, Schaufenster rechts und links davon verändert, Eingangsbereich und Treppenhaus schöne Fußbodenkacheln, Treppenhausfenster farbige Bleiverglasung, schöne außergewöhnliche Wohnungstüren, hofseitig große Glasveranden. | 09280735 |
|                                         | Mietshaus in geschlossener Bebauung | Brautwiesenstraße 32 (Karte)                                                     | Um 1895 | Baugeschichtlich und städtebaulich von Bedeutung, Klinkerbau. Haus leer, Erdgeschoss entstellend geglättet. | 09280734 |
|                                         | Mietshaus in geschlossener Bebauung, mit Laden mit originaler Front | Brautwiesenstraße 33 (Karte)                                                     | Um 1895 | Baugeschichtlich und städtebaulich von Bedeutung, Treppenhaus originale Ausstattung mit Fußbodenkacheln | 09280733 |
|                                         | Mietshaus in geschlossener Bebauung | Brautwiesenstraße 34 (Karte)                                                     | Um 1895 | Baugeschichtlich und städtebaulich von Bedeutung, Haus ruinös, Balkons fehlen, Dach wird gemacht | 09280732 |
|                                         | Mietshaus in geschlossener Bebauung | Brautwiesenstraße 35 (Karte)                                                     | Um 1895 | Baugeschichtlich und städtebaulich von Bedeutung, Balkons entfernt | 09280731 |
|                                         | Mietshaus in geschlossener Bebauung | Brautwiesenstraße 36 (Karte)                                                     | Um 1895 | Baugeschichtlich und städtebaulich von Bedeutung. Eingangsbereich später nachgemalte Deckenmalerei, originale Wandmalerei, schöner Terrazzo-Mosaikfußboden, Treppenhaus auch Decken- und Wandmalerei, Jugendstil. | 09280730 |
|                                         | Mietshaus mit Läden, mit Spremberger Straße 1 Kopfbau zum Brautwiesenplatz | Brautwiesenstraße 37 (Karte)                                                     | Um 1895 | Baugeschichtlich und städtebaulich von Bedeutung | 09281215 |
| Weitere Bilder                          | Rothenburger Versicherung (RAV); Verwaltungsgebäude mit Einfriedung und Verbindungsgang mit Tordurchfahrt zum Haus Furtstraße 1 | Brückenstraße 1 (Karte)                                                          | 1914 | Architekt Paul Gerhard Röhr, baugeschichtlich und straßenbildprägend von Bedeutung. Innenarchitektur original erhalten. Ovales Treppenauge, oben an Decke Stuck. Mosaikfußboden. | 09281283 |
| Weitere Bilder                          | Mietshaus in geschlossener Bebauung mit Vorgarten | Brückenstraße 2 (Karte)                                                          | Um 1908 | Baugeschichtlich und städtebaulich von Bedeutung. Neuklassizismus des 20. Jahrhunderts mit Lisenen. Eingangsbereich Reste Wandgestaltung. Treppenhaus Obergeschosse Bleiglasfenster und Reste Schablonenmalerei. | 09281282 |
| Weitere Bilder                          | Mietshaus in geschlossener Bebauung mit Vorgarten | Brückenstraße 3 (Karte)                                                          | Um 1906 | Baugeschichtlich und städtebaulich von Bedeutung. Erker im ersten und zweiten Obergeschoss mit halbrunden Balkons, zum Teil mit Gittern. Treppenhaus schöne farbige Bleiglasfenster. Fußbodenkacheln. Hofseitig Veranden. | 09281281 |
|                                         | Wohnhaus in geschlossener Bebauung, Eckhaus | Brückenstraße 4 (Hauptanschrift: Heynestraße 1) (Karte)                          | Um 1908 | Baugeschichtlich und städtebaulich von Bedeutung. Ecke mit halbrunden Balkons und Erker (an der Brückenstraße), hofseitig Veranden. Treppenhaus bunte Bleiglasfenster. | 09281278 |
|                                         | Verwaltungsgebäude der chemischen Reinigung und Wäscherei | Brückenstraße 7 (Karte)                                                          | Ab 1870 (Fabrik); um 1890 (Hauptbauten mit Segmentbögen) | Ursprung unklar, ortsgeschichtlich von Bedeutung. Klinkerbau, alle Rückgebäude ruinös. Ehemalige zur Anlage gehörenden Gebäude zum Teil abgebrochen oder in sich zusammengefallen. | 09281924 |
|                                         | Fabrikgebäude des VEB Feuerlöschgerätewerk Görlitz | Brückenstraße 9 (Karte)                                                          | Um 1890 (Hauptbauten mit Segmentbögen) | Gegründet als Fabrik für Feuerwehrgeräte, Pumpen und Metallwaren, nach 1945 VEB Feuerlöschgerätewerk, Produktionshalle aus Klinkermauerwerk an der Straße, baugeschichtlich und ortsgeschichtlich von Bedeutung. Gotisierender Giebel mit schmalen, oben runden Fenstern. Zur Fabrik gehörenden Gebäude seit 2000 zum Teil abgebrochen oder in sich zusammengefallen, Fabrik ab 1884. | 09281140 |
|                                         | Tivoli Kegler- und Sportlerheim sowie Restauration „Tivoli“ mit Einfriedungsmauer und Gästegarten zur Brückenstraße | Brückenstraße 12, 13 (Hauptanschrift: Dr.-Kahlbaum-Allee 14) (Karte)             | 1850er Jahre erste Bauten; Neubauten um 1905 und 1920er Jahre | Ab 1868 an Stelle des Wilhelmsbades entstanden, ab 1925 Görlitzer Kegler-Sportheim, baugeschichtlich und ortsgeschichtlich von Bedeutung. Großer Bau mit Saal, eingeschossiger Baukörper mit Aufschrift, einfriedende Mauer aus zyklopischem Bruchsteinmauerwerk. | 09281546 |
| Direkt Bild zu diesem Denkmal hochladen | Wohnhaus in geschlossener Bebauung | Brunnenstraße 4 (Karte)                                                          | Nach 1800 | Baugeschichtlich von Bedeutung, Hechtgaupen | 09280069 |
| Direkt Bild zu diesem Denkmal hochladen | Wohnhaus in geschlossener Bebauung | Brunnenstraße 8 (Karte)                                                          | 1860er Jahre | Städtebaulich von Bedeutung, kleines Haus | 09280068 |
| Direkt Bild zu diesem Denkmal hochladen | Wohnhaus in geschlossener Bebauung | Brunnenstraße 9 (Karte)                                                          | 1853 | Zeitweise Gastwirtschaft Zum Krug, ortsgeschichtlich von Bedeutung. Gesimse profiliert. Originale Fenster und Tür. | 09282198 |
|                                         | Wohnhaus in geschlossener Bebauung | Brunnenstraße 10 (Karte)                                                         | 1850er Jahre | Städtebaulich von Bedeutung, kleines Haus, Konsolfries | 09280067 |
| Weitere Bilder                          | Waggonbau; Fabrikanlage mit den 2010 verbliebenen Gebäuden | Brunnenstraße 11 (Karte)                                                         | Ab 1870–1956 (Fabrikanlagenteil); 1903 (Sozialgebäude); 1901–1956 (Fabrikgebäude); 1956 (Kesselhaus); 1900 (vier Verwaltungsgebäude)                                                          | Folgende Bauten im Uhrzeigersinn: Verwaltungsbau von Christoph Lüders an der Brunnenstraße (1853), alle darauf folgenden Bauten auf der südlichen Langseite des Areals an der Conrad-Schiedt-Straße, alle Klinker, die Bauten Hilgerstraße 15, 14, 13 (Fourniererei), nördlich der Hilgerstraße 13 die Halle mit Eisenbahneinfahrt, die an der Christoph-Lüders-Straße im westlichen Bereich verbliebenen Bauten der nördlichen Langseite des Areals, die von den abgerissenen Bauten entlang der östlichen Christoph-Lüders-Straße als Einfriedung eingeschossig verbliebenen Klinkermauern, der um die Ecke zur Teichstraße greifende Skelettbau mit Glasfassade der 1960er Jahre mit zwei rahmenden Treppentürmen, der zweigeschossige, mit Attika versehene lange Bau entlang der Teichstraße der 1960er Jahre, der hier entlang der Haupteinfahrt nach Westen abwinkelnde Klinkerbau an der Conrad-Schiedt-Straße 2 und die Sheddachhalle, die das entstehende Hufeisen westlich schließt, wirtschaftsgeschichtliche, ortsgeschichtliche und baugeschichtliche Bedeutung | 09280066 |
|                                         | Waggonbau; Fabrikanlage Werk II mit Wasserturm, alter Feuerwache (Backstein), Produktionshalle 236 (Klinker) und vor dieser Halle befindlichen Schiebebühne, Produktionshalle 256 (Klinker) sowie Kesselhaus (Klinker) | Christoph-Lüders-Straße 24 (Karte)                                               | 1906 (Wasserturm); 1930 (Hallen und Kesselhaus); 1959 (Hallen und Kesselhaus) | Baugeschichtlich, ortsgeschichtlich und technikgeschichtlich von Bedeutung. Das Görlitzer Waggonbauwerk erlebte Anfang des 20. Jahrhunderts bedingt durch eine hohe Nachfrage nach Schienenfahrzeugen eine wirtschaftliche Hochzeit. Die vermehrte Produktion verlangte nach einer gesicherten Wasserversorgung, woraufhin im Jahr 1906 auf dem Werksgelände an der Christoph-Lüders-Straße ein betriebseigener Wasserturm errichtet wurde. Der kreisrunde Turm ruht auf einem Natursteinsockel, sein Schaft ist aus roten Klinkern gemauert. Lisenen, die am oberen Ende des Turmschaftes in einen Rundbogenfries übergehen, gliedern die Außenhülle in sechs Felder. Die drei Turmgeschosse sind über unterschiedlich gestaltete Fenster belichtet: oberhalb des Sockels ist eine Reihe hochrechteckiger Öffnungen mit geraden, in Sandstein hell abgesetzten Stürzen, eingefügt. Im zweiten Geschoss werden jeweils zwei Rundbogenfenster von einem großen Blendbogen mit Okulus überfangen und das dritte Geschoss weist pro Wandfeld mittig je ein schmuckloses, stehend rechteckiges Fenster auf. Als Wasserspeicher dient ein kugelförmiger Stahlbehälter, dessen Übergangszone vom gemauerten Turmschaft bis zum Druckring mit einem hell gefassten Kegelmantel aus Stahlblech verkleidet ist. Der Behälter selbst ist von einem ziegelgedeckten Kuppeldach mit Fledermausgaupen und aufwendig gestalteter offener Dachlaterne mit hoher Turmspitze und Wetterfahne (bezeichnet 1906) überfangen. Der hohe gestalterische Anspruch dieses für die Bereitstellung von Betriebswasser errichteten Wasserturmes im Werk II des Görlitzer Waggonbauwerks verleiht dem Wasserturm neben technikgeschichtlicher auch baugeschichtliche Bedeutung. Wasserturm (Flur 44, Flst 87): mit Kupfer-Laterne und -Spitze LVII/6/1-35 (eventuell bei diesen Aufnahmen vom Waggonbau) | 09285377 |
| Direkt Bild zu diesem Denkmal hochladen | Wohnhaus | Christoph-Lüders-Straße 33 (Karte)                                               | Um 1925 | Art-déco-Ornamentik, baugeschichtlich von Bedeutung. Alles original auch im Inneren. Treppenhausfenster mit sparsamer farbiger Bleiverglasung. Fußbodenkacheln. | 09280055 |
| Direkt Bild zu diesem Denkmal hochladen | Anwesen mit Wohn- und gewerblicher Bestimmung, mehrere Baukörper entlang der Kummerau mit den Giebeln aneinandergebaut, dazu der nördliche abwinkelnde Bau, am Haupteingang zur Kummerau Tafel über dem Eingang „Erbaut von Johann Gottlob Petzold im Jahr 1863“ | Christoph-Lüders-Straße 36 (Karte)                                               | Bezeichnet mit 1863 | Drei Baukörper entlang der Kummerau mit den Giebeln aneinandergebaut, der nördliche abwinkelnd, Griechenbaracke ein im basilikalen Schema errichteter hölzerner Bau, zunächst für die 1916–1918 in Moys untergebrachten 7000 griechischen Soldaten errichtet und 1924 hierher umgesetzt, baugeschichtlicher und wirtschaftsgeschichtlicher Wert, die Griechenbaracke mit singulärem geschichtlichen Wert. Griechenbaracke: 1920 gehört das Anwesen der Offenen Handelsgesellschaft H. Rudolph & Co. Görlitz, einer Spediteursfirma. Brief des Telegraphenbauamtes an die Baupolizei in Görlitz am Postplatz, 21. März 1924: „Das Telegraphenbauamt verlegt am 1. April 1924 sein Bauzeuglager von dem Grundstück der Firma Ludwig u. Co. An der Weißen Mauer nach dem Grundstück des Spediteurs Rudolph in der Christoph-Lüdersstraße. … Da jedoch ein Lagerschuppen, der ausschließlich der Aufbewahrung von eisernem Bauzeug und Porzellandoppelglocken dienen soll, bisher noch nicht vorhanden ist, muß das Telegraphenbauamt selbst einen solchen herstellen. Hierfür ist uns von der Firma Rudolph eine gut erhaltene zerlegte Griechenbaracke zur Verfügung gestellt worden.“ Noch 1924 ist der Lagerschuppen für das Telegrafenamt Görlitz auf dem Gelände errichtet. Die Griechenbaracke stammt von den 7000 ab 1916 in Görlitz internierten griechischen Soldaten aus dem sogenannten Griechenlager in Görlitz. Am Haupteingang zur Kummerau Tafel über dem Eingang „Erbaut von Johann Gottlob Petzold im Jahr 1863“. Einst Adresse In den Teichen, gehörte möglicherweise zur östlich gelegenen Ziegelei. | 09280058 |
|                                         | Wohnhaus in geschlossener Bebauung | Christoph-Lüders-Straße 39 (Karte)                                               | 1920er Jahre | Städtebaulich von Bedeutung, originale Haustür | 09289204 |
|                                         | Mietshaus in geschlossener Bebauung | Christoph-Lüders-Straße 40 (Karte)                                               | Um 1900 | Baugeschichtlich und städtebaulich von Bedeutung. Jugendstil-Putzzeichnungen. | 09280059 |
|                                         | Mietshaus in geschlossener Bebauung | Christoph-Lüders-Straße 41 (Karte)                                               | Um 1900 | Baugeschichtlich und städtebaulich von Bedeutung | 09280060 |
|                                         | Mietshaus in geschlossener Bebauung | Christoph-Lüders-Straße 42 (Karte)                                               | Um 1900 | Baugeschichtlich und städtebaulich von Bedeutung | 09280061 |
|                                         | Mietshaus in geschlossener Bebauung | Christoph-Lüders-Straße 43 (Karte)                                               | Um 1912 | Baugeschichtlich und städtebaulich von Bedeutung. Schlichte Fassade mit verschiedenen Gesimsen und Profilen, letztere über den Fenstern. Originale Fenster mit senkrecht gesprosstem Oberlicht. Schöne originale Treppenhausausstattung. | 09280062 |
|                                         | Mietshaus in geschlossener Bebauung, vier Nebengebäude und Werkstattgebäude im Hof | Christoph-Lüders-Straße 44 (Karte)                                               | Um 1912 | Baugeschichtlich und städtebaulich von Bedeutung. Aufwendige Gestaltung. Fassadengliederung mit kannelierten Halbsäulen, Lisenen, sparsamen kleinen Ornamenten. Im Erdgeschoss Putznutungen. Originale Fenster wie bei Nummer 43. Zwei Treppenhäuser mit farbigen Bleiglasfenstern. Östliche Gebäudegruppe im Hof bestehend aus drei Gebäudeteilen in Klinkerbauweise, Hofgebäude im Norden Putz mit Klinkergliederung, in der Mitte sehr großes Tor, rechts und links je ein großes Fenster, sicher Wagenschuppen, südwestliches Gebäude im Hof Werkstattgebäude, Klinker. | 09280063 |
|                                         | Fabrik, nach links in geschlossener Bebauung | Christoph-Lüders-Straße 45 (Karte)                                               | Vor 1900 | Technikgeschichtlich von Bedeutung. Große Halle, Putz mit Klinkergliederung, hinterer Teil abgebrochen. | 09280064 |
|                                         | Mietshaus in vom Typ geschlossener Bebauung | Cottbuser Straße 5 (Karte)                                                       | Um 1900 | Baugeschichtlich und städtebaulich von Bedeutung. Im Eingangsbereich farbig gefasster Stuck in Kehle. Reste von Decken- und Wandmalerei. Terrazzo-Mosaikfußboden. Im Treppenhaus Jugendstil-Schablonenmalerei mit floralen Motiven. | 09280946 |
|                                         | Mietshaus in geschlossener Bebauung | Cottbuser Straße 6 (Karte)                                                       | Um 1895 | Baugeschichtlich und städtebaulich von Bedeutung. Im Eingangsbereich Stuck in Kehle. Terrazzo mit einem Mosaik. | 09280945 |
|                                         | Mietshaus in geschlossener Bebauung, Eckhaus zur Rauschwalder Straße | Cottbuser Straße 7 (Karte)                                                       | 1901 | Hier stand bis 1877 das Haus der „Thor-Controle“, baugeschichtlich und städtebaulich von Bedeutung. Früher mit Laden. An Ecke zur Rauschwalder Straße Balkons mit Gittern im ersten, zweiten und dritten Obergeschoss. Eckgiebel. Im Eingangsbereich Stuck in Kehle. Treppenhausfenster mit Schablonen bemalt. | 09280963 |
|                                         | Mietshaus in geschlossener Bebauung | Cottbuser Straße 8 (Karte)                                                       | 1901 | Baugeschichtlich und städtebaulich von Bedeutung. Schöne Treppenhausfenster (weiß mit Schablone aufgemalt?). | 09280962 |
|                                         | Mietshaus in geschlossener Bebauung | Cottbuser Straße 9 (Karte)                                                       | Um 1890 | Baugeschichtlich und städtebaulich von Bedeutung. Treppenhausfenster teilweise geätzt. Fußbodenkacheln. | 09280961 |
|                                         | Mietshaus in geschlossener Bebauung | Cottbuser Straße 10 (Karte)                                                      | Um 1890 | Baugeschichtlich und städtebaulich von Bedeutung, Schriftzug „Zentralviehverwaltung GmbH“. Treppenhausfenster teilweise geätzt. | 09280960 |
|                                         | 9. Gemeindeschule mit Turnhalle | Cottbuser Straße 11, 12, 12a (Karte)                                             | 1893/94 | Klinkergebäude, baugeschichtlich, ortsgeschichtlich und straßenbildprägend von Bedeutung. Turnhalle Nummer 12a, Flst. 91, Flur 54. | 09280959 |
| Weitere Bilder                          | Schlachthof mit allen bestehenden Bauten, dabei neues Verwaltungsgebäude mit hinterem Saalanbau, die ursprünglichen Klinkerbauten, darunter Heizhaus mit Schornstein, altes Schlachthaus, Gesellenhaus, Kälberhalle, als Putzbauten das Pförtnerhaus, die Polizei- und Pferdeschlachthalle und die Mauer zur Cottbuser Straße (diese Erweiterungsbauten von Hugo Wedel) | Cottbuser Straße 21, 22, 23 (Karte)                                              | Ab 1894 (Schlachthofanlagenteil); um 1910 (Kälberhalle, Heizhaus mit Schornstein und Schlachthaus); um 1957 (zu Nr. 23)                                                                       | Siehe auch Verwaltungsgebäude Rauschwalder Straße 73, baugeschichtlich und technikgeschichtlich von Bedeutung. An Cottbusser Straße vermutlich die alte Einfahrt zum Stall. Einfahrtstor ist zugebaut (Klinker gestrichen). Das neue Verwaltungsgebäude: typische Bauweise der späten 1950er Jahre in der DDR, leicht barock angelehnte Architektur mit Walmdach, hohen Fenstern, Dachhäuschen. Das neue Torhaus (Pförtnerhaus, Nummer 22) aus den 20er/30er Jahren. Granit mit partiellen Teilen von Keramikverkleidung. Alle Klinkerbauten um 1894. Heizhaus, mit altem Schornstein / altes Schlachthaus / Gesellenhaus / Kälberhalle (etwas ruinös). Ehemaliger Eingang an Rauschwalder Straße. Rechts von dieser Einfahrt etwas zurückgesetzt von der Rauschwalder Straße 1910 Neubau des Volksbrausebades. In der nordwestlichen Ecke das Polizeischlachthaus (Nummer 21), rechts davon etwas kleiner die Kuttelei, rechts davon das Pferdeschlachthaus. Putzbauten. Ab 1878 Pläne zum Schlachthofbau auf dem ehemals Opitzschen Grundstück, erste Bauten wahrscheinlich als Putzbauten geplant, fraglich, ob davon noch welche stehen. | 09280958 |
|                                         | Fabrikgebäude | Cottbuser Straße 28, 29, 30 (Karte)                                              | 1920er Jahre | Gliederung mit Klinkerlisenen, dazwischen Putz-Brüstungsfelder, baugeschichtlich von Bedeutung | 09282499 |
|                                         | Mietshaus in vom Typ geschlossener Bebauung | Cottbuser Straße 32 (Karte)                                                      | Um 1900 | Baugeschichtlich und straßenbildprägend von Bedeutung | 09281211 |
| Weitere Bilder                          | Stadttheater | Demianiplatz 2 (Karte)                                                           | 1848 bis 1851 | Spätklassizistischer Bau, durch Umbauten 1927 erweitert und im Bild verändert, Ursprungsbau nach Plänen des Berliner Architekten Eduard Titz, Ausführung durch Maurermeister Kießling, baugeschichtlich, ortsgeschichtlich und platzbildprägend von Bedeutung. Der klassizistische Bau wurde mehrfach umgebaut, wohl 1872/73, 1878, 1908, 1911, 1925 bis 27 und 1939 (Angaben vage). Ein Seitentrakt (Nordseite?) zeigt noch die alte Gestaltung. Den ersten Bau entwarf der Architekt Eduard Titz aus Berlin. Einweihungspremiere am 5. Oktober 1851. | 09280669 |
|                                         | Wohn- und Geschäftshaus in geschlossener Bebauung, mit Läden mit originaler Ladenfront | Demianiplatz 8 (Karte)                                                           | 1853 | Baugeschichtlich und städtebaulich von Bedeutung, Ladenfront um 1910 | 09281352 |
|                                         | Wohnhaus in geschlossener Bebauung | Demianiplatz 9 (Karte)                                                           | 1843 | Ehemals Gaststätte Zum Echten, Bauherr war der Schankwirt Frenzel, baugeschichtlich und städtebaulich von Bedeutung. Geschäft im Erdgeschoss, Mittelachsen hochgezogen und mit Dreiecksgiebel betont. | 09281351 |
| Weitere Bilder                          | Wohn- und Geschäftshaus, Eckhaus | Demianiplatz 10 (Karte)                                                          | 1901/02 | Von Hermann und Georg Bargou, großstädtisches Gebäude, Fassade mit Jugendstilelementen, architekturgeschichtlich und baukünstlerisch von Bedeutung. Eckbalkons und vier weitere Balkons. Läden über zwei Stockwerke. Auch ehemals Adresse Marienplatz 5. Laut ALK-Daten nur Nummer 10. | 09281350 |
| Weitere Bilder                          | Kaufhaus „Zum Strauß“ | Demianiplatz 12, 13 (Hauptanschrift: An der Frauenkirche 5, 6, 7) (Karte)        | 1912/13 | Jugendstilbau mit Vorbild des Wertheim-Kaufhauses in Berlin von Alfred Messel, baugeschichtlich und künstlerisch, kunstgeschichtlich, ortsgeschichtlich und platzbildprägend von Bedeutung | 09283015 |
|                                         | Wohn- und Geschäftshaus in geschlossener Bebauung, abgerundetes Eckhaus | Demianiplatz 14 (Hauptanschrift: An der Frauenkirche 4) (Karte)                  | Vor 1914 | Auch Demianiplatz 14, baugeschichtlich und straßenbildprägend von Bedeutung. 1. Obergeschoss kannelierte Säulen. Zwei Erker, figürliche Plastiken, umlaufende Balkone. Architekt: Rudolf Bitzan. | 09281387 |
|                                         | Wohnhaus in geschlossener Bebauung, mit Laden (Fleischerei) mit Original-Jugendstilkacheln | Demianiplatz 15 (Karte)                                                          | 3. Viertel 19. Jahrhundert | Baugeschichtlich und städtebaulich von Bedeutung | 09281690 |
|                                         | Wohnhaus in geschlossener Bebauung, mit Laden | Demianiplatz 18 (Karte)                                                          | 1842 | Baugeschichtlich von Bedeutung, Erdgeschoss gestört | 09281693 |
|                                         | Wohn- und Geschäftshaus in geschlossener Bebauung, mit Läden | Demianiplatz 19, 20 (Karte)                                                      | Bezeichnet mit 1863 | Läden in Nummer 19 original um 1900, in Nummer 20 verändert, Fassaden historisierend aufgewertet, baugeschichtlich und städtebaulich von Bedeutung | 09281695 |
| Weitere Bilder                          | Wohnhaus in geschlossener Bebauung und Hinterhaus, mit Durchgang „Theaterpassage“ | Demianiplatz 21 (Karte)                                                          | Um 1860 | Baugeschichtlich und städtebaulich von Bedeutung, Erdgeschoss Vorderhaus mit veränderter Ladenfront | 09281779 |
|                                         | Wohnhaus in geschlossener Bebauung | Demianiplatz 22 (Karte)                                                          | 1852 | Spätklassizistische Fassade, originale Ladentür, baugeschichtlich und städtebaulich von Bedeutung. Erdgeschoss vielleicht im 19. Jahrhundert verändert. | 09281780 |
|                                         | Wohnhaus in geschlossener Bebauung mit Hofflügel und Rückgebäude der Görlitzer Nachrichten | Demianiplatz 23, 24 (Karte)                                                      | Um 1870 (Wohnhaus); um 1900 (Görlitzer Nachrichten) | Klassizistische Gliederung der Fassade, baugeschichtlich und ortsgeschichtlich von Bedeutung | 09281781 |
|                                         | Wohnhaus in geschlossener Bebauung und Druckereigebäude der Görlitzer Nachrichten im Hof | Demianiplatz 25 (Karte)                                                          | Um 1850 (Wohnhaus); 1914 (Druckerei) | Baugeschichtlich und ortsgeschichtlich von Bedeutung. Fassade schlicht, Hofeinfahrt. Erdgeschoss-Ladenfronten etwas verändert. Druckerei: roter Klinker, teilweise verputzt, mit Reliefbüsten Drucker, reicher Stuck. | 09302583 |
|                                         | Wohnhaus mit Läden in geschlossener Bebauung und Werkstattgebäude im Hof | Demianiplatz 26 (Karte)                                                          | Bezeichnet mit 1878 | Baugeschichtlich von Bedeutung. Neorenaissancefassade, Hinterhofgebäude fraglich (linker Nebenflügel, Klinker, 19. Jahrhundert, rechter Nebenflügel 20er Jahre 20. Jahrhundert, sehr schlichtes Fabrikgebäude). War (nach seiner Erbauung???) Zentrallager des 1887 gegründeten Consumvereins. | 09281783 |
|                                         | Wohnhaus mit Laden in geschlossener Bebauung und Werkstattgebäude im Hof | Demianiplatz 27 (Karte)                                                          | Um 1870 | Baugeschichtlich und städtebaulich von Bedeutung, Putzgliederungen | 09281784 |
|                                         | Wohn- und Geschäftshaus und Druckerei-Werkstattgebäude im Hof | Demianiplatz 28 (Karte)                                                          | Nach 1850 (Wohn- und Bürogebäude); 1894 (Werkstatt) | Vorn einst Restauration Zum Rebstock, später Zum Mönchshof, ab 1894 „Neuer Görlitzer Anzeiger“, Fassade Art-déco, baugeschichtlich und ortsgeschichtlich von Bedeutung. Beachtenswerte Tür. | 09281785 |
|                                         | Wohnhaus in geschlossener Bebauung, mit Läden mit originalen Fronten | Demianiplatz 29, 30 (Karte)                                                      | 1887 | Baugeschichtlich und baukünstlerisch von Bedeutung. Treppenhaus, Fenster daselbst und Wohnungstüren original erhalten. | 09281786 |
|                                         | Wohnhaus in geschlossener Bebauung, mit Laden mit originaler Front | Demianiplatz 31 (Karte)                                                          | 1853 | Städtebaulich und baugeschichtlich von Bedeutung, Fenster fast bündig mit Wandfläche | 09281787 |
|                                         | Wohnhaus in geschlossener Bebauung, mit Laden | Demianiplatz 32 (Karte)                                                          | 1868 | Bauherr Victualienhändler Springer, baugeschichtlich von Bedeutung | 09281788 |
|                                         | Wohnhaus in geschlossener Bebauung, mit Hofflügel | Demianiplatz 33 (Karte)                                                          | Um 1850 | Städtebaulich von Bedeutung. Portal. Treppenhaus mit Türen und Deckenmalereien. Hofflügel mit hölzernen Loggien. Stuck in der Hofdurchfahrt. Originale Türen und Fenster. | 09281789 |
|                                         | Wohnhaus in geschlossener Bebauung und Hofgebäude, Eckhaus mit originalen Ladenfronten | Demianiplatz 34, 35 (Luisenstraße 1) (Karte)                                     | 1881 (Mietshaus); 1900 (Nebengebäude) | Bauherr Fleischermeister Moritz Fehler, baugeschichtlich und platzprägend von Bedeutung. Neorenaissancefassade (u. a. Karyatiden, Reliefs, Markenschlusssteine). Erdgeschoss kaum verändert. Hofgebäude, Klinker 1900 oder 1906. | 09281790 |
|                                         | Mietshaus mit Läden in geschlossener Bebauung, Eckhaus | Demianiplatz 38 (Hauptanschrift: Luisenstraße 21) (Karte)                        | 1841 (Teil am Demianiplatz); 1868 (Teil an der Luisenstraße) | Eine Fassade Demianiplatz 38, baugeschichtlich und straßenbildprägend von Bedeutung. Abgeschrägte Ecke. Läden mit originaler Front. | 09280322 |
|                                         | Wohnhaus in geschlossener Bebauung mit Wappentafel über dem Eingang | Demianiplatz 39 (Karte)                                                          | Um 1860 | Baugeschichtlich und ortsgeschichtlich von Bedeutung. Gaststätte Theaterklause, reiche Putzornamentik. | 09280348 |
|                                         | Wohnhaus in geschlossener Bebauung, mit Läden mit originalen Fronten | Demianiplatz 40 (Karte)                                                          | Um 1860 | Baugeschichtlich und städtebaulich von Bedeutung | 09280347 |
|                                         | Mietshaus in geschlossener Bebauung, mit Läden mit originalen Fronten | Demianiplatz 41 (Karte)                                                          | Um 1860 | Fassade mit Putzornamentik, baugeschichtlich und baukünstlerisch von Bedeutung | 09280346 |
|                                         | Wohnhaus in geschlossener Bebauung | Demianiplatz 44 (Karte)                                                          | 1860er Jahre | Baugeschichtlich und städtebaulich von Bedeutung. Filigrane Ornamentik. | 09280089 |
|                                         | Wohnhaus in geschlossener Bebauung | Demianiplatz 45 (Karte)                                                          | 2. Viertel 19. Jahrhundert | Baugeschichtlich und städtebaulich von Bedeutung | 09282258 |
|                                         | Wohnhaus in geschlossener Bebauung | Demianiplatz 46 (Karte)                                                          | Nach 1800 | Baugeschichtlich und städtebaulich von Bedeutung | 09282284 |
|                                         | Wohnhaus in geschlossener Bebauung | Demianiplatz 47 (Karte)                                                          | 2. Viertel 19. Jahrhundert | Baugeschichtlich und städtebaulich von Bedeutung | 09282286 |
|                                         | Seilerei Th. Reiß, Nachf. Köllner u. Goltz Wohnhaus in geschlossener Bebauung | Demianiplatz 48 (Karte)                                                          | Nach 1800 | Mit Schrift „Alte Seilerei“, baugeschichtlich und städtebaulich von Bedeutung. Erker über der Haustür mit Dreiecksgiebel, Seilerei gegründet 1836. Drittes Obergeschoss später aufgestockt. | 09280090 |
|                                         | Wohnhaus in geschlossener Bebauung, mit Laden mit originaler Front | Demianiplatz 49 (Karte)                                                          | Nach 1800 | Baugeschichtlich und städtebaulich von Bedeutung. Mittelerker über erstem und zweitem Obergeschoss, mit kleinem Laden mit originaler Front. | 09302592 |
|                                         | Mietshaus in geschlossener Bebauung | Demianiplatz 50 (Karte)                                                          | 1890er Jahre | Mit Knick, städtebaulich von Bedeutung. Moderne Läden. Originale Tür und Fenster. Putzgliederungen. | 09280091 |
|                                         | Wohnhaus in geschlossener Bebauung, mit Laden | Demianiplatz 51 (Karte)                                                          | Um 1840 | Baugeschichtlich und städtebaulich von Bedeutung. Haus schlicht. Laden im Erdgeschoss um 1920, vergleiche Nummer 52. | 09280092 |
|                                         | Wohnhaus in geschlossener Bebauung, mit Laden | Demianiplatz 52 (Karte)                                                          | Nach 1800 | Baugeschichtlich und städtebaulich von Bedeutung. Haus schlicht, vergleiche Nummer 51. Mitte hochgezogen. Laden mit originaler Front. | 09280093 |
|                                         | Wohnhaus in geschlossener Bebauung | Demianiplatz 53 (Karte)                                                          | Kern nach 1800, später entstellt | Städtebaulich von Bedeutung | 09280094 |
|                                         | Gasthof „Zur Sonne“ mit Ausspanne, mit allen den Hof umfangenden Bauten einschließlich der inneren Bauten und des Torbogens: Gasthaus, Nebengebäude mit Stall, Remisen- und Stallgebäude, südliches Fachwerknebengebäude mit Schuppen sowie zwei nördliche Nebengebäude | Demianiplatz 54 (Karte)                                                          | Um 1850 (Gasthof); um 1800 (Remisengebäude) | Genannt auch Zur Goldenen Sonne, 1618 Zu den 3 Krebsen, baugeschichtlich und ortsgeschichtlich von Bedeutung. Große, vierseitig von Bauten umfangene Anlage. Großes Gasthaus, Nebengebäude mit Stall und Granitwendeltreppe, auf dem Hof Remisengebäude und Stallgebäude, südlich neuerer Fachwerkbau mit Schuppen. Eingeschlossen auch der nördliche äußere Flügel. Großer Bogen über der Hofeinfahrt. Das Remisengebäude auf dem Hof mit drei Aufzugsluken. Gebrochenes Dach mit Taubenausflugsluken. | 09280088 |
| Weitere Bilder                          | Wohn- und Geschäftshaus in geschlossener Bebauung, Eckhaus | Demianiplatz 55 (Karte)                                                          | Um 1870 | Baugeschichtlich und städtebaulich von Bedeutung, Gestaltung ähnlich Nummer 56 | 09280087 |
|                                         | Wohn- und Geschäftshaus in geschlossener Bebauung, Eckhaus zum Grünen Graben | Demianiplatz 56 (Karte)                                                          | Um 1870 | Eckhaus zum Grünen Graben, Geburtshaus des Satirikers Werner Finck, baugeschichtlich und städtebaulich von Bedeutung. Großes repräsentatives Gebäude. Eckerker im ersten und zweiten Obergeschoss, Konsolfries, rundbogige Erdgeschossfenster. Gusseisernes Treppengitter, Gestaltung vergleiche auch Nummer 55. | 09280086 |
|                                         | Wohn- und Geschäftshaus in geschlossener Bebauung, Eckhaus | Dr.-Friedrichs-Straße 1 (Hauptanschrift: Berliner Straße 61) (Karte)             | 1860er Jahre | Baugeschichtlich und städtebaulich von Bedeutung. Fassade etwas überformt, Erdgeschoss verändert, Fenster am Erker im ersten Obergeschoss verändert. Zum Teil originale Ladeneinrichtung (Treppe und Vitrinen) aus den 30er und 40er Jahren. | 09280703 |
|                                         | Diskonto-Gesellschaft; Bankgebäude, Eckhaus | Dr.-Friedrichs-Straße 2, 2b (Hauptanschrift: Berliner Straße 62) (Karte)         | Vor 1923 | Gebaut als Sparkasse und Stadtbank, später auch „Deutsche Bank“, Architekt Alfred Hentschel, baugeschichtlich, städtebaulich und straßenbildprägend von Bedeutung. Auf dem städtischen Grundstück befand sich seit 1843/44 das Städtische Krankenhaus, welches 1910 abgerissen wurde. Die Stadt bebaute es mit Sparkasse und Stadtbank. Sparsam dekorierter Baukörper mit einer Art Kolossalordnung. Türen verändert. Reliefs in Putz. Bleiglasfenster im Treppenhaus, hier Fensterbänder. | 09281807 |
|                                         | Wohnhaus in geschlossener Bebauung, mit Laden | Dr.-Friedrichs-Straße 3 (Karte)                                                  | Um 1870 | Fassade mit Stilelementen der Neorenaissance, baugeschichtlich und städtebaulich von Bedeutung, Erdgeschoss erhalten | 09280671 |
|                                         | Wohnhaus in geschlossener Bebauung und Hofgebäude (Volkshaus) | Dr.-Friedrichs-Straße 4, 6 (Karte)                                               | 1924 bis 1926 (Wohnhaus); 1920er Jahre (Vereinshaus) | Das Volkshaus (Nummer 6) aufwändige Architektur im Stil des Art-déco, auch im Inneren erhalten, architekturgeschichtlich von Bedeutung. Hatte das Volkshaus erst eine Adresse Luisenstraße 8? In den Bauakten ist dort kein Volkshaus. | 09281806 |
|                                         | Wohnhaus in geschlossener Bebauung, mit Laden | Dr.-Friedrichs-Straße 5 (Karte)                                                  | Um 1870 | Fassade mit Stilelementen der Neorenaissance, baugeschichtlich und städtebaulich von Bedeutung. Neurenaissance. Dachlandschaft gestört. | 09280672 |
|                                         | Wohnhaus in geschlossener Bebauung | Dr.-Friedrichs-Straße 7 (Karte)                                                  | Um 1870 | Feingliedrige Neorenaissance-Fassade, baugeschichtlich und städtebaulich von Bedeutung, unpassender Dachausbau | 09280673 |
|                                         | Mietshaus mit Laden in geschlossener Bebauung und nordöstliches Hofgebäude | Dr.-Friedrichs-Straße 8 (Karte)                                                  | 1920er Jahre | Architekt vermutlich Alfred Hentschel, baugeschichtlich und städtebaulich von Bedeutung. Erdgeschoss durch Läden aufgebrochen. Fenster original erhalten. Art-déco-Anklang. Nordwestliches Nebengebäude im Hof in derselben Bauart wie Vorderhaus. | 09281805 |
|                                         | Mietshaus in geschlossener Bebauung, mit Laden | Dr.-Friedrichs-Straße 9 (Karte)                                                  | 1894 | Reiche späthistoristische Fassade, baugeschichtlich und städtebaulich von Bedeutung. Reiche Fassade, sehr schöne Hofdurchfahrt. | 09280674 |
|                                         | Mietshaus in geschlossener Bebauung | Dr.-Friedrichs-Straße 10 (Karte)                                                 | 1890er Jahre | Aufwändige Historismusfassade, baugeschichtlich und städtebaulich von Bedeutung. Neogotik/Jugendstil. Erdgeschoss ganz und im Eingangsbereich teilweise verändert. Tür erhalten. | 09281804 |
|                                         | Mietshaus in geschlossener Bebauung, mit Laden | Dr.-Friedrichs-Straße 11 (Karte)                                                 | Um 1895 | Repräsentative historistische Fassade, Hofeinfahrt mit Resten bauzeitlicher Deckenmalerei, baugeschichtlich und städtebaulich von Bedeutung. Reich gestaltete Fassade, originale Schaufenstergestaltung. Schöne Hofdurchfahrt. | 09280675 |
|                                         | Mietshaus in geschlossener Bebauung | Dr.-Friedrichs-Straße 12 (Karte)                                                 | Um 1870 | Städtebaulich von Bedeutung. Fassade verändert (20er/30er Jahre), erhaltenswert? Originale Fenster und Türen, später nochmals verändert. | 09281803 |
|                                         | Mietshaus in geschlossener Bebauung, mit Laden | Dr.-Friedrichs-Straße 13 (Karte)                                                 | Um 1895 | Baukünstlerisch qualitätvolle Fassade des ausgehenden 19. Jahrhunderts, baugeschichtlich von Bedeutung. Erdgeschoss 20er/30er Jahre verändert. | 09280676 |
|                                         | Mietshaus mit Laden in geschlossener Bebauung, Eckhaus | Dr.-Friedrichs-Straße 14 (Luisenstraße 12) (Karte)                               | Um 1870 | Baugeschichtlich und städtebaulich von Bedeutung. Erdgeschoss großenteils verändert. Originaler Rest im Eckladen. | 09281802 |
|                                         | Mietshaus in geschlossener Bebauung | Dr.-Friedrichs-Straße 15 (Karte)                                                 | Um 1895 | Städtebaulich von Bedeutung | 09280677 |
| Direkt Bild zu diesem Denkmal hochladen | Traditionssäule des Infanterieregiments IR 19 und zur „Kriegerehrung des Inf. Rgt. V. Courbiere“ | Dr.-Kahlbaum-Allee, Nähe Ständehaus (Karte)                                      | 1938 | Pfeiler aus Klinker mit quadratischem Querschnitt, darauf Schale aus Eisen, an der Seite Eichenlaub, ortsgeschichtlich von Bedeutung. Begründet im 19. Jahrhundert, bestand das Infanterieregiment IR 19, das Görlitzer Heimatregiment, bis 1914. Dann wurde daraus das IR 8. Nach Wiedereinführung der Wehrpflicht im Jahre 1935 Umwandlung in IR 30. Die Säule wurde 1938 als Zeichen dieser Geschichte und zur Kriegerehrung (Unterschrift auf Plan von 1938) aufgestellt. Entwurf Heinz Grunwald, Uferstraße 26. | 09281002 |
| Weitere Bilder                          | Park des Friedens; Parkanlage, umgrenzt auch von der Brückenstraße und der Louis-Braille-Straße, mit Jakob-Böhme-Denkmal, Bassin und Gedenkstein | Dr.-Kahlbaum-Allee (Karte)                                                       | 1905 (Parkanlage); 1898 (Jacob–Böhme–Denkmal); 1950er Jahre (Inschrift: Park der Friedens) | Einstiger Villenpark des Fabrikanten Ernst Geißler, 1905 Umgestaltung zum öffentlichen „Otto-Müller-Park“ nach dem Schirmseiden-Fabrikanten Otto Müller, der 1905 das Grundstück erwarb und der Stadt schenkte, nach Abriss der Gebäude 1906 Grünanlage nach Plänen des Gartendirektors Emil Schneider, 1957 Umbenennung in „Park des Friedens“, künstlerisch, gartenkünstlerisch und botanisch von Bedeutung. | 09282981 |
| Direkt Bild zu diesem Denkmal hochladen | Allee | Dr.-Kahlbaum-Allee (Karte)                                                       | Um 1850 | Angelegt als Promenade, eine vierreihige Baumallee durch die Viehweide vom Portikus bis in die Obermühlberge, hier 1857 das Blockhaus, Reste des Altbaumbestandes, im Wesentlichen zwei Lindenreihen auf der Westseite des nördlichen Abschnittes, eine Baumreihe unterschiedlicher Laubbäume auf der Ostseite des südlichen Abschnittes, südlichster Abschnitt heißt heute nicht Dr.-Kahlbaum-Allee, sondern ist Bestandteil der Obermühlberge, stadtgeschichtliche und landschaftsgestaltende Bedeutung. | 09282983 |
| Direkt Bild zu diesem Denkmal hochladen | Parkanlage mit Promenade, Schillerdenkmal, Aussichtsplattformen, Wegesystem, Treppen, Einfriedung und Bürgersteig (Obermühlberge; Park mit Schillerdenkmal; Städtische Anlagen; Promenade; Neißehänge) | Dr.-Kahlbaum-Allee (zwischen Blockhausstraße und Neiße); Blockhausstraße (Karte) | 1829–1836 (Promenade); ab 1850 (Parkanlage); 1859 (Schillerdenkmal) | Umgrenzt von Blockhausstraße, Dr.-Kahlbaum-Allee, Neißeufer und Eisenbahnstrecke, mit Plateau und Neißehängen, auf dem Plateau Promenade als südliches Ende der Promenade vom Portikus in die Obermühlberge als vierreihige Lindenallee mit altem Flusskieselbett, Schillerdenkmal mit Büste nach Johann Heinrich Dannecker, zwei Aussichtsplattformen und ein Aussichtspunkt mit Eisenzaunbrüstungen, östlicher Bürgersteig an der Blockhausstraße mit Basaltpflaster, auf dem Plateau ab 1857 das Blockhaus als Gastwirtschaft (siehe Blockhausstraße 9 – Objekt 09280875), Neißehänge und –ufer mit Wegesystem, Treppen und altem Baumbestand, nach Süden nahtloser Übergang in das Gebiet Weinberg und Weinlache, auch Städtische Anlagen, stadtgeschichtlich, landschaftsgestaltend und gartenkünstlerisch von Bedeutung. | 09302369 |
| Weitere Bilder                          | Tivoli Kegler- und Sportlerheim sowie Restauration „Tivoli“ mit Einfriedungsmauer und Gästegarten zur Brückenstraße | Dr.-Kahlbaum-Allee 14 (Brückenstraße 12, 13) (Karte)                             | 1850er Jahre erste Bauten; Neubauten um 1905 und 1920er Jahre | Ab 1868 an Stelle des Wilhelmsbades entstanden, ab 1925 Görlitzer Kegler-Sportheim, baugeschichtlich und ortsgeschichtlich von Bedeutung. Großer Bau mit Saal, eingeschossiger Baukörper mit Aufschrift, einfriedende Mauer aus zyklopischem Bruchsteinmauerwerk. | 09281546 |
|                                         | Verwaltungsgebäude des Feuerlöschgerätewerks im hinteren Teil des Grundstücks | Dr.-Kahlbaum-Allee 15 (Karte)                                                    | Um 1880 | Erhalten nur zwei Gebäudeteile im hinteren Teil des Grundstücks, laut Adressbuch 1909 Görlitzer Wollwäschei und Karbonisieranstalt Schmitt und Hoffmann, Woll- und Stückfärberei O. Gruhne, Tuchfabrik Peltzer und Lutze GmbH, zu DDR-Zeiten Verwaltungsgebäude des Feuerlöschgerätewerks, ortsgeschichtlich von Bedeutung | 09289202 |
| Direkt Bild zu diesem Denkmal hochladen | Fabrikantenvilla der Obermühle | Dr.-Kahlbaum-Allee 16 (Karte)                                                    | Um 1890 | Helle Verblendziegel mit Putzgliederungen, baukünstlerisch qualitätvoller Bau, von ortsgeschichtlicher Bedeutung | 09281019 |
| Weitere Bilder                          | Kahlbaumsche Nervenklinik (Sachgesamtheit) | Dr.-Kahlbaum-Allee 17 (Querstraße 12; James-von-Moltke-Straße 25) (Karte)        | 1854–1930 | Sachgesamtheit Kahlbaumsche Nervenklinik mit folgenden Einzeldenkmalen: Wohnhaus Karl Ludwig Kahlbaums, Amts- und Empfangsgebäude (1), ein Haus mit James-von-Moltke-Straße 25 (siehe Obj. 09281322). Schweizerhaus (3). Haus mit Turm (4). Wirtschaftsgebäude (5). Gesellschaftshaus (6). Kurhaus für leichte Fälle und Wohnhaus Reimers (7) mit Wasserbecken dahinter. Ärztliches Pädagogium mit Kegelbahn, Werkstatt und Turnsaal (8), dazu die miteinander einen Winkel und mit Haus 8 einen Hof bildenden langen eingeschossigen Veranden mit geschlossener Rückwand, Liegehallen(Garagen auf der Rückseite keine Einzeldenkmale). Krankenzellen für mittelschwere Fälle Männer (9), nach Osten mit offenem Holzvorbau, dazu der ebenfalls östliche offene Holzpavillon. Krankenzellen für mittelschwere Fälle Männer (10). Tobzellen, Speisesaal und Krankenzellen für schwere Fälle Männer (11). Kesselhaus (12, Querstraße 12). Kleines Nebengebäude östlich von Haus 13 und ein offenes Gebäude, wohl Unterstand, westlich von Haus 13. Ein einseitig offener Holzpavillon mit Gespränge am Giebel südwestlich von Haus 3. Ein offener Holzpavillon östlich von Haus 9. Ein offener Holzpavillon nahe der Dr.-Kahlbaum-Allee. Kapelle als steinernes Gartenhaus mit rundbogigen Öffnungen, emporführender Steintreppe und Unterkellerung an der Kahlbaumallee. Ein kleines Pfortenhäuschen neben Haus 1. Ein Empfangshaus an der Querstraße, nördlich von Haus 5. Ein langer ebenerdiger Bau mit geschlossener Rückwand parallel zur Moltkestraße, möglicherweise Liegehalle, mit Garagen. Ein offener eiserner Pavillon südwestlich von Haus 6 (siehe Einzeldenkmale unter gleicher Anschrift, Obj. 09281320) sowie Anstaltsgarten in seiner Raumbildung und Flächengliederung mit Bodenrelief, Wegesystem, struktur- und raumbildender Bepflanzung, Wasserbecken, Sitzplatz und Stützmauern (Gartendenkmal) und folgenden Sachgesamtheitsteilen: Garagen (2) und Werkstätten (13); baugeschichtlich, medizinhistorisch, ortshistorisch und gartenkünstlerisch von Bedeutung | 09302549 |
|                                         | Wohnhaus Karl Ludwig Kahlbaums, Amts- und Empfangsgebäude (1), ein Haus mit James-von-Moltke-Straße 25. Schweizerhaus (3). Haus mit Turm (4). Wirtschaftsgebäude (5). Gesellschaftshaus (6). Kurhaus für leichte Fälle und Wohnhaus Reimers (7) mit Wasserbecken dahinter. Ärztliches Pädagogium mit Kegelbahn, Werkstatt und Turnsaal (8), dazu die miteinander einen Winkel und mit Haus 8 einen Hof bildenden langen eingeschossigen Veranden mit geschlossener Rückwand, Liegehallen (Garagen auf der Rückseite keine Einzeldenkmale). Krankenzellen für mittelschwere Fälle Männer (9), nach Osten mit offenem Holzvorbau, dazu der ebenfalls östliche offene Holzpavillon. Krankenzellen für mittelschwere Fälle Männer (10). Tobzellen, Speisesaal und Krankenzellen für schwere Fälle Männer (11). Kesselhaus (12, Querstraße 12). Kleines Nebengebäude östlich von Haus 13 und ein offenes Gebäude, wohl Unterstand, westlich von Haus 13. Ein einseitig offener Holzpavillon mit Gespränge am Giebel südwestlich von Haus 3. Ein offener Holzpavillon östlich von Haus 9. Ein offener Holzpavillon nahe der Dr.-Kahlbaum-Allee. Kapelle als steinernes Gartenhaus mit rundbogigen Öffnungen, emporführender Steintreppe und Unterkellerung an der Kahlbaumallee. Ein kleines Pfortenhäuschen neben Haus 1. Ein Empfangshaus an der Querstraße, nördlich von Haus 5. Ein langer ebenerdiger Bau mit geschlossener Rückwand parallel zur Moltkestraße, möglicherweise Liegehalle, mit Garagen. Ein offener eiserner Pavillon südwestlich von Haus 6 sowie Anstaltsgarten (Gartendenkmal, siehe auch Sachgesamtheitsdokument Obj. 09302549) | Dr.-Kahlbaum-Allee 17 (Karte)                                                    | 1854 (Kurhaus, 7); 1854–1884 (Ärztliches Pädagogium, Haus 8); 1854–1897 (drei Krankenzellen, Haus 9–11); 1885–1887 (Gesellschaftshaus, 6); nach 1854 (kleines Empfangshaus an der Querstraße) | Einzeldenkmale der Sachgesamtheit Kahlbaumsche Nervenklinik; baugeschichtlich, medizinhistorisch, ortshistorisch und gartenkünstlerisch von Bedeutung. Kurzbeschreibung: Klinik begründet 1854 vom Arzt Hermann Andreas Reimer, 1867 übernommen von Karl Ludwig Kahlbaum. Sachgesamtheit des gesamten Klinikgeländes, Umfang siehe Plan, mit folgenden Einzeldenkmalen: Das gesamte parkartige Gelände einschließlich des Wegesystems, den gepflasterten Straßen, Treppen sowie kleineren und größeren Mauern (CIX/60/1 bis 3, 6, 9 bis 11, 14 bis 18, CIX/61/37). | 09281320 |
| Weitere Bilder                          | Freisevilla | Dr.-Kahlbaum-Allee 21 (Karte)                                                    | 1887 | Bauherr war der Erbauer des Freisebades nördlich daneben, Klinker mit Putzflächen, baugeschichtlich und ortsgeschichtlich von Bedeutung. Hinten Veranden angebaut. | 09281067 |
| Weitere Bilder                          | Freisebad; Kaltwasserheilanstalt; Wasserheil- und Badeanstalt mit mehreren Becken zum Schwimmen und für Wannen- und Dampfbäder | Dr.-Kahlbaum-Allee 22 (Karte)                                                    | 1885–1887 | Begründet von Sanitätsrat Walter Freise (1856–1918), baugeschichtlich, sozialgeschichtlich und ortsgeschichtlich von Bedeutung. Alte Wannenbäder verschiedener Klassen, sehr schöne alte Schwimmhalle mit tollem offenem Dachstuhl, beachtliche Deckenkonstruktion, alles Klinker, teilweise farbig glasiert. Original Dampfbad mit Fußbodenheizung. Alte Wäscherolle, altes Kesselhaus, alte Wäscherei. Alles auch als technisches Denkmal zu betrachten. Bau Klinker mit Putz. | 09281068 |
| Direkt Bild zu diesem Denkmal hochladen | Villa mit Einfriedung und Garten | Dr.-Kahlbaum-Allee 27 (Karte)                                                    | 1880 | Bauherr war Fabrikbesitzer Leopold Heymann, baugeschichtlich von Bedeutung. Erdgeschoss Altan mit späterem Gitter, im ersten Obergeschoss Balkon mit altem Gitter. Gusseisernes Treppengitter. Einfriedung in Steinsockel und eisernen Staketen. | 09281069 |
|                                         | Einfriedung | Dr.-Kahlbaum-Allee 30 (Karte)                                                    | Um 1908 | Von Lossow und Kühne, geschichtlich und straßenbildprägend von Bedeutung. Ehemals Katz-Villa, Villa zerstört. | 09280995 |
| Weitere Bilder                          | Ständehaus als Dreiflügelanlage und Garten mit altem Baumbestand | Dr.-Kahlbaum-Allee 31 (Karte)                                                    | 1853/54 | Architekt Carl Ferdinand Busse, baugeschichtlich und ortsgeschichtlich von Bedeutung. Großes, sichtbar belassenes Bruchsteinmauerwerk. Hauptgebäude mit Mittelrisalit und Vorbau mit Balkon. Zinnenkranz. Gotisierende Fenster. Hofseitiger Treppenturm. Rundes Treppenauge im Hauptgebäude. Sitz der Landstände der preußischen Oberlausitz. Ehemaliger Remisentrakt heute Neubau für Betreutes Wohnen. | 09280997 |
|                                         | Mietshaus in geschlossener Bebauung | Dresdener Straße 2 (Karte)                                                       | Um 1885 | Baugeschichtlich und städtebaulich von Bedeutung. Originale Fenster und Türen. | 09283016 |
|                                         | Mietshaus in geschlossener Bebauung | Dresdener Straße 3 (Karte)                                                       | 1860er Jahre | Früher Bau des Gebietes, Gliederung mit Gesimsen, baugeschichtlich und städtebaulich von Bedeutung. Originale Fenster und Tür. | 09282196 |
|                                         | Mietshaus in geschlossener Bebauung | Dresdener Straße 4 (Karte)                                                       | Um 1895 | Baugeschichtlich und städtebaulich von Bedeutung. Originale Fenster und Tür. | 09281249 |
|                                         | Mietshaus in geschlossener Bebauung, mit Laden | Dresdener Straße 5 (Karte)                                                       | Um 1880 | Baugeschichtlich und städtebaulich von Bedeutung. Originale Fenster und Tür. | 09281248 |
|                                         | Mietshaus in geschlossener Bebauung | Dresdener Straße 6 (Karte)                                                       | Um 1895 | Baugeschichtlich und städtebaulich von Bedeutung. Teilweise gelber Klinker mit Putz. Sechs Balkons mit schmiedeeisernen Gittern. Originale Fenster und Tür. | 09281247 |
|                                         | Mietshaus vom Typ in geschlossener Bebauung und Hinterhaus | Dresdener Straße 8 (Karte)                                                       | 1876 (Hinterhaus); 1884 (Hinterhaus); 1888 (Mietshaus) | Baugeschichtlich und städtebaulich von Bedeutung. Der viergeschossige Bau besitzt Erd- und drei Obergeschosse, einen Drempel und ein wenig hohes Satteldach. Das Haus besitzt sieben Fensterachsen. Ganz links gibt es eine Hofdurchfahrt, von der aus sich auch das Treppenhaus erschließt. Diese Hofdurchfahrt sowie die Brandmauern rechts und links belegen, dass seitens der Stadt die Errichtung einer lückenschließenden geschlossenen Bebauung vorgesehen war, die bis zum heutigen Tage ausblieb. Die Formensprache der Elemente ist ausgesprochen eklektizistisch. So sind die Formen vor allem der Fensterbedachungen teils frei fabulierend erfunden, teils der Renaissance, dem Barock oder dem Klassizismus entlehnt. Wie am Außenbau manifestiert sich auch im Inneren des Hauses ein Anspruch auf Repräsentation. | 09281246 |
|                                         | Hinterhaus | Dresdener Straße 10 (Karte)                                                      | 2. Hälfte 19. Jahrhundert | Vorderhaus nicht vorhanden, baugeschichtlich von Bedeutung | 09282195 |
|                                         | Mietshaus vom Typ in geschlossener Bebauung | Dresdener Straße 11 (Karte)                                                      | 1885/1895 | Baugeschichtlich und städtebaulich von Bedeutung | 09282081 |
|                                         | Mietshaus in geschlossener Bebauung | Dresdener Straße 12 (Karte)                                                      | Um 1870 | Baugeschichtlich und städtebaulich von Bedeutung. Schöne originale Fenster. | 09282080 |
|                                         | Mietshaus in geschlossener Bebauung und Hintergebäude | Dresdener Straße 13 (Karte)                                                      | 1885/1895 | Baugeschichtlich und städtebaulich von Bedeutung. Neuer Laden. Porträtbüsten in Medaillons. Hofflügel aus Klinker. Originale Tür. | 09282079 |
|                                         | Mietshaus in geschlossener Bebauung und zwei Nebengebäude | Dresdener Straße 14 (Karte)                                                      | 3. Viertel 19. Jahrhundert | Baugeschichtlich und städtebaulich von Bedeutung, Drempelgeschoss | 09282078 |
|                                         | Mietshaus in geschlossener Bebauung | Dresdener Straße 15 (Karte)                                                      | Um 1870 | Baugeschichtlich und städtebaulich von Bedeutung. Originale Fenster und Tür. Art-déco-Ausmalung mit Wachsfarben. | 09282077 |
|                                         | Mietshaus in geschlossener Bebauung, mit Läden mit originaler Front, Eckhaus | Dresdener Straße 16 (Hauptanschrift: Krölstraße 15) (Karte)                      | Um 1890 | Klinkerfassade im zweiten und dritten Obergeschoss, baugeschichtlich und straßenbildprägend von Bedeutung, Eckerker über erstem und zweitem Obergeschoss | 09281245 |
|                                         | Mietshaus mit Läden in geschlossener Bebauung, Eckhaus zur Krölstraße | Dresdener Straße 17 (Karte)                                                      | Um 1880 | Aufwendige Gestaltung mit Karyatiden, baugeschichtlich und städtebaulich von Bedeutung. Originalausstattung, Eingangsbereich Stuck in der Kehle. Originale Fenster und Türen. Windfangtür mit Schablonen bemalt. | 09281430 |
|                                         | Mietshaus mit Laden in geschlossener Bebauung, Hintergebäude über Eck mit Nr. 18a und Schuppen rechts mit hölzernem Aufbau | Dresdener Straße 18 (Karte)                                                      | 1890er Jahre | Baugeschichtlich und städtebaulich von Bedeutung. Erdgeschoss links: Laden mit originaler Front und mit original erhaltener Innenarchitektur. Originale Tür und Fenster. | 09281431 |
|                                         | Mietshaus mit Laden in geschlossener Bebauung und Hintergebäude über Eck mit Nr. 18 | Dresdener Straße 18a (Karte)                                                     | Um 1885 | Baugeschichtlich und städtebaulich von Bedeutung. Erdgeschoss rechts: Laden mit originaler Front, originale Innenarchitektur, originale Fenster und Tür. | 09303581 |
|                                         | Mietshaus in geschlossener Bebauung | Dresdener Straße 19 (Karte)                                                      | Um 1880 | Baugeschichtlich und städtebaulich von Bedeutung. Filigraner Stuck. Seifen- und Waschmittelfabrik in den Hinterhäusern 18 und 18a 2012 abgerissen. | 09281433 |
|                                         | Mietshaus in geschlossener Bebauung | Dresdener Straße 20 (Karte)                                                      | 1881 | Baugeschichtlich und städtebaulich von Bedeutung, Drempelgeschoss | 09281434 |
|                                         | Wohnhaus, vom Typus in geschlossener Bebauung | Dresdener Straße 27 (Karte)                                                      | Um 1890 | Baugeschichtlich und städtebaulich von Bedeutung, Lisenengliederung, Fassade etwas geglättet | 09289205 |
|                                         | Mietshaus in geschlossener Bebauung, mit kleinem Laden mit originaler Front | Dresdener Straße 28 (Karte)                                                      | Um 1890 | Baugeschichtlich und städtebaulich von Bedeutung. Eklektizismus. Mittel-Zwerchgiebel. | 09281436 |
|                                         | Mietshaus mit Laden in geschlossener Bebauung, Eckhaus | Dresdener Straße 29 (Hauptanschrift: Salomonstraße 37) (Karte)                   | Um 1880 | Baugeschichtlich und städtebaulich von Bedeutung. Abgeschrägte Ecke, originale Fenster, Fassade ansonsten geglättet. | 09285607 |

## Streichungen von der Denkmalliste
| Bild                                    | Bezeichnung | Lage                                                                             | Datierung                                                     | Beschreibung | ID       |
| --------------------------------------- | --- | -------------------------------------------------------------------------------- | ------------------------------------------------------------- | --- | -------- |
| Direkt Bild zu diesem Denkmal hochladen | Neißehänge; Am Neißehang gelegene Parkanlage in ihrer Raumbildung und Flächengliederung, mit Resten des Wegesystems, struktur- und raumbildender Bepflanzung und Aussichtsplattform zur Neiße mit Solitärbaum und Einfriedung | Blockhausstraße, Hänge östlich des Blockhauses und nördlich des Viadukts (Karte) | 1872 (Bodenrelief)                                            | Ortsgeschichtlich und gartenkünstlerisch von Bedeutung; nach 2014 in Denkmal mit der ID 09302369 integriert | 09282990 |
| Direkt Bild zu diesem Denkmal hochladen | Waggonbau Görlitz | Christoph-Lüders-Straße 1 (Karte)                                                | 1920er Jahre (Stahlbetonskelettbau); vor 1900 (Fabrikgebäude) | Bau-, orts- und technikgeschichtlich von Bedeutung. Zwischen 2008 und 2011 abgerissen. | 09280057 |
| Direkt Bild zu diesem Denkmal hochladen | Mietshaus mit Laden in geschlossener Bebauung, Eckhaus | Cottbuser Straße 24 (Karte)                                                      | Um 1880                                                       | Laden mit originaler Front und bemerkenswerten Türen aus den 1920er Jahren, baugeschichtlich und städtebaulich von Bedeutung (Hauptanschrift: Rauschwalder Straße 64); nach 2014 von der Denkmalliste gestrichen | 09280957 |
|                                         | Wohnhaus mit Laden in geschlossener Bebauung, Eckhaus zur Bautzener Straße | Demianiplatz 42 (Karte)                                                          | Um 1860                                                       | Baugeschichtlich und städtebaulich von Bedeutung; nach 2014 von der Denkmalliste gestrichen | 09280345 |
| Direkt Bild zu diesem Denkmal hochladen | Lindenallee (vierreihig, Linden) vom Blockhaus bis zur Dr.-Kahlbaum-Allee | Dr.-Kahlbaum-Allee (Karte)                                                       | Um 1850                                                       | Städtebaulich von Bedeutung; nach 2014 in Denkmal mit der ID 09302369 integriert | 09282988 |

## Tabellenlegende
- Bild: Bild des Kulturdenkmals, ggf. zusätzlich mit einem Link zu weiteren Fotos des Kulturdenkmals im Medienarchiv Wikimedia Commons. Wenn man auf das Kamerasymbol klickt, können Fotos zu Kulturdenkmalen aus dieser Liste hochgeladen werden:
- Bezeichnung: Denkmalgeschützte Objekte und ggf. Bauwerksname des Kulturdenkmals
- Lage: Straßenname und Hausnummer oder Flurstücknummer des Kulturdenkmals. Die Grundsortierung der Liste erfolgt nach dieser Adresse. Der Link (Karte) führt zu verschiedenen Kartendiensten mit der Position des Kulturdenkmals. Fehlt dieser Link, wurden die Koordinaten noch nicht eingetragen. Sind diese bekannt, können sie über ein Tool mit einer Kartenansicht einfach nachgetragen werden. In dieser Kartenansicht sind Kulturdenkmale ohne Koordinaten mit einem roten bzw. orangen Marker dargestellt und können durch Verschieben auf die richtige Position in der Karte mit Koordinaten versehen werden. Kulturdenkmale ohne Bild sind an einem blauen bzw. roten Marker erkennbar.
- Datierung: Baubeginn, Fertigstellung, Datum der Erstnennung oder grobe zeitliche Einordnung entsprechend des Eintrags in der sächsischen Denkmaldatenbank
- Beschreibung: Kurzcharakteristik des Kulturdenkmals entsprechend des Eintrags in der sächsischen Denkmaldatenbank, ggf. ergänzt durch die dort nur selten veröffentlichten Erfassungstexte oder zusätzliche Informationen
- ID: Vom Landesamt für Denkmalpflege Sachsen vergebene, das Kulturdenkmal eindeutig identifizierende Objekt-Nummer. Der Link führt zum PDF-Denkmaldokument des Landesamtes für Denkmalpflege Sachsen. Bei ehemaligen Kulturdenkmalen können die Objektnummern unbekannt sein und deshalb fehlen bzw. die Links von aus der Datenbank entfernten Objektnummern ins Leere führen. Ein ggf. vorhandenes Icon  führt zu den Angaben des Kulturdenkmals bei Wikidata.

## Ausführliche Denkmaltexte
1. ↑  Geschichte: 1844-1847 Bau des Eisenbahnviadukts über die Neiße; 1855 Bau des Blockhauses, ursprünglich zur militärischen Überwachung des Brückenkopfes am Viadukt, entwickelte sich aber zu einer beliebten Ausflugsgaststätte der Görlitzer, Endpunkt der Promenade; 1858 gärtnerische Erweiterung der Anlagen an der Berglehne des Obermühlberges und vor dem Blockhaus; 1871 Umbenennung in „Friedenshöhe“ zur Erinnerung an das Ende des deutsch-französischen Krieges 1870/1871, Gestaltung als öffentliche Anlage, Pflanzung von Friedenseichen; 1891 Aufstellung eines Bronzedenkmals für den Feldherrn Prinz Friedrich Karl von Preußen des Berliner Bildhauers Franz Ochs (1852-1903), 1942 eingeschmolzen; bis 1940 wohl immer wieder Umgestaltungen und Verbesserungsarbeiten, 1940-1950 Nutzung als Kleingärten; 1952 Entwurf zur Neugestaltung der Friedenshöhe (Anlagenteil südöstlich des Blockhauses) vom Görlitzer Gartendirektor Henry Kraft (1899-1979), im Rahmen des Nationalen Aufbauwerks ausgeführt, Aufstellung von drei Kunststeinguss-Figurengruppen des Bautzner Bildhauers Rudolf Enderlein (1908–1985): Mädchen mit Kater, Junge mit Katze, Junge mit Dackel; 1965 Überarbeitung und Ergänzung der Gartenanlage durch Henry Kraft im Sinne der Gestaltung von 1952; 2003 Instandsetzung
  - Bauliche Schutzgüter:
    - Zugänge: Hauptzugang von der Goethestraße, unmittelbarer Übergang zur südlich angrenzenden Weinberganlage (Objekt 09282977)
    - Wegesystem: landschaftlich geschwungene Wege mit wassergebundener Decke,
    - Gartenausstattung: Drei etwa lebensgroße Gartenplastiken (Kinderfigurengruppen), Kunstguss, Bildhauer Rudolf Enderlein (1908–1985): Mädchen mit Kater, Junge mit Katze, Junge mit Dackel
    - Gartenbauten: Aussichtsplattform mit Blick auf das Neißetal und das Eisenbahnviadukt, Pergola mit Stützen aus behauenem Sandstein und Holz-Auflage, mit Echtem Wein (Vitis vinifera) bepflanzt

  - Vegetation: jüngerer Baumbestand
    - Einzelbäume: Trompetenbaum (Catalpa) am Eingang von der Goethestraße, Staudenbeete im nördlichen Bereich

  - Sonstige Schutzgüter:
    - Bodenrelief: stark abfallender Hang nach Osten zur Neiße
    - Blickbeziehung: Aussichtsplattform mit Blick auf das Neißetal und das Viadukt
2. ↑  Alte KB: Fabrikanlage Waggonbau Görlitz mit verschiedenen Gebäudeteilen: Wohn- und Geschäftshaus von Christoph Lüders an der Brunnenstraße (1849), 105 Verwaltungsgebäude (1905), 106 und 107 Verwaltungsgebäude (1900), 108 Kesselhaus (1956), 109 und 110 Montagetischlerei (1901), 111 und 112 Montagetischlerei, 113 Buntmetallager (1924), 114 Buntmetallager (1894), 115 bis 120 Holzbearbeitung (1900), 121 Verwaltungsgebäude (1923), 122 Sperrholzfertigung/Furniererei (1929), 123 und 125 Küchen- und Kantinengebäude sowie Pförtnerei, Büros (1903), 124 Durchfahrt (1900), 126 Plastwerkstatt/Farbenlager (1900), 130 Montagehalle (1954), 131 Endfarbgebung (1952), 132 Bürogebäude (1900), 133 Spritzhalle (1951), Anbau 1909, 138 Bürogebäude (1943), 148 Lager (1929), 149 Gerätehaus (1967), 153 Montagehalle (1956), 154 Montagehalle (1947), siehe auch Christoph-Lüders-Straße 1 und 24 sowie Hilgerstraße 4, 5, 6, 7 und 13,14,15, baugeschichtlich, ortsgeschichtlich und technikgeschichtlich von Bedeutung.

Klinkerbauten mit Sheddächern, dahinter große Halle (Klinker), großes Eisentor. Links davon Putzbau, erstreckt sich mit anschließenden Klinkerbauten weit in die Tiefe des Grundstücks. Besonders ausgestattetes Vorstandszimmer. Abriss bis 2010 die Gebäude an der Christoph-Lüders-Straße 128, 120, 148, 149, 150, die Hallen 130/131/132/133 und 154. Alle anderen Bauten bestehen unter Schutz (Stand vor 2015).
3. ↑  Jakob Böhme, Philosoph, 1575-1624, Denkmal: Bronze/Sandstein, Künstler Johannes Pfuhl, 1846-1914. Figürliche Darstellung auf Sockel, gegossen 1898 in Lauchhammer.

Beschreibung des Gartendenkmals (Ragnhild Kober, 10. September 2008):
  - Geschichte: bis Mitte des 19. Jahrhunderts Aufkauf der auf dem Gelände vorhandenen Gartenparzellen durch den Tuchfabrikanten Ernst Geißler, Abriss eines dort vorhandenen Sommerhäuschens und Errichtung einer Villa, eines Gartenhauses und Pferdeställen, Gestaltung einer Parkanlage um einen Teich, die den Bürgern der Stadt offen stand, 1904 Veräußerung des Areals an eine Immobiliengesellschaft, 1905 erwirbt der Schirmseidenfabrikant Otto Müller das Gelände um es der Stadt zu schenken, Abbruch der Gebäude und 1906 Umgestaltung nach Plänen des Gartendirektors Ernst Schneider unter Berücksichtigung vorhandener Elemente, neu angelegt wurden in dem „Otto-Müller-Park“ die sogenannte „Gute Stube“ (regelmäßige architektonische Anlage mit Rankgerüsten, Sitzmobiliar, Marmorfigur und Beeten), Umbenennung in „Park des Friedens“ am Weltfriedenstag 1. September 1957, 1972 Aufstellung des Jakob-Böhme-Denkmals im Bereich der ehemaligen, bereits aufgegebenen „Guten Stube“, Zuschüttung des Teiches
  - Erschließung: geschwungen verlaufendes Wegesystem
  - Bodenrelief: landschaftliche Bodenmodellierung (ehemaliger Teich wurde wegen zu geringer Wasserzuführung zugeschüttet), ebene Platzfläche im zentralen Ost-Bereich mit Jacob-Böhme-Denkmal (ehemals hier das sogenannte „Zimmer“ mit Schmuckanlagen)
  - Gehölze: weitestgehend erhaltener wertvoller Gehölzbestand mit Solitärbäumen und Baumgruppen, Solitärbaum (Ginkgo wahrscheinlich der Sorte „St. Cloud“) im Nordwesten des Denkmalplatzes, zwei Pyramideneichen am Denkmalplatz, eine Buche im Nord-Bereich
  - Wasserelemente: kreisförmiges Wasserbecken mit Einfassung aus Kunststein in der Gehölzfläche südlich des Denkmalplatzes (nicht in Funktion), ehemaliger Teich (zugeschüttet)
  - Jakob-Böhme-Denkmal: achteckiger Sockel (Granit), darauf ein achteckiges, heute mit Lonicera pileata bepflanztes, Wasserbecken (Granit), in der Mitte der Schale ein Podest mit Bronzeornamenten (Lilien) an allen vier Seiten (ehemals Wasserspeier) und mit der 1 ½ -fachen lebensgroßen Bronzefigur des Jakob Böhme (Schuster, später Philosoph), rückseitig lehnt eine Tafel am Schusterschemel mit der Aufschrift: „Liebe und Demut – unser Schwert.“, auf der Schale frontseitig ein Bronzeschild mit einem fünfblättrigen Kleeblatt und der Inschrift „JAKOB / BOEHME / 1575 – 1624“, auf der Rückseite Bronzeschild mit Aufschrift „Entworfen & modelliert von Johannes Pfuhl in Berlin. / Gegossen in Lauchhammer 1898.“, Enthüllung des Denkmals am 31. Oktober 1898, bis 1972 war der Standort des Denkmals in der Nähe der Stadthalle bei der heutigen Stadtbrücke, ehemals Reichenberger Brücke (an diesem Standort führten drei Sandsteinstufen zum Brunnen), das Denkmal musste dort dem Ausbau des Grenzüberganges weichen
  - Eingangsstein: am Nordwest-Zugang ein dreieckiger Granitblock, fast mannshoch, mit Inschrift: „PARK / DES / FRIEDENS“
  - Bemerkung: starke Beeinträchtigungen und Veränderungen in den Randbereichen durch Tiefbau- und Straßenbaumaßnahmen, Einfügung eines Bolzplatzes mit hohem Gitter im Südost-Bereich, Einfügung eines Trafohauses an der Ost-Grenze
4. ↑  Beschreibung des Gartendenkmals (Ragnhild Kober, 19. Dezember 2008):
  - Geschichte: Anfang des 18. Jahrhunderts Pflanzung von Baumalleen vor den Toren der Stadt (im Süden der Stadt war das Webertor genannt „Die Pforte“), 1829 –1933 Anlage der „Promenade“ (vierreihige Baumallee, die durch die Viehweide und Privatgärten vom Ende der heutigen Curiestraße nach dem Tivoli und weiter auf die Obermühlberge bis zum Blockhaus führte) (Quellen: Wittenburg, Plan der Stadt Görlitz 1967, www.goerlitz.de). Gemäß Jecht vierfache Baumreihe 1829 bis 1836 angelegt – Kube. Die Bäume schenkte C. Fr. Schrickel 1762 bis 1835.
  - Vom westlichen Ende, der sogenannten „Promenade“ bis zur Dr.-Kahlbaum-Allee Nummer 16 (Kurve der Straße): zweireihige Baumallee mit Altbäumen und Jungbäumen unterschiedlicher Arten, zwischen den Baumreihen am Westende Parkplatz sonst Rasenband, Pflasterrinne und auf der Seite zur Neiße Fußweg mit wassergebundener Wegedecke, auf der Nordseite die Straße
  - Dr. Kahlbaumallee Nummer 16 (Kurve der Straße) bis Querstraße: zweireihige Baumallee mit Altbäumen und Jungbäumen unterschiedlicher Arten, zwischen den Baumreihen ein Rasenband und ein axialer schmaler Fußweg mit wassergebundener Wegedecke, auf der Ostseite parallel eine Nebenstraße mit Bitumendecke und eine weitere Baumreihe (Altbäume unterschiedlicher Arten), auf der Westseite die Straße
  - Querstraße bis Brückenstraße: zweireihige Platanenallee (Jungbäume), ein Altbaum (Spitzahorn) am Nordende auf der Ostseite, in der Mitte durchgängiges Rasenband, auf der Ostseite parallel eine Nebenstraße, auf der Westseite die Straße
  - Brückenstraße bis Louis-Braille-Straße: am Südende auf der Ostseite Baumreihe (drei Linden, ältere Bäume), auf der Ostseite eine Baumreihe auf der Rasenfläche des Parks des Friedens (Linden, jüngere Bäume), Straße mit beidseitigen Bürgersteigen
  - Louis-Braille-Straße bis zur Straße Am Stadtpark: keine Baumreihen, Straße mit Bürgersteigen
  - Am Stadtpark bis zum Anfang der Dr.-Kahlbaum Allee, Ecke Schützenweg: auf der Westseite zwei Baumreihen (Linden, ältere Bäume) mit versetzt stehenden Bäumen, zwischen den Reihen Fußweg mit wassergebundener Decke

Bemerkung: ehemals vierreihige Baumallee ((vergl. Wittenburg, Plan der Stadt Görlitz 1867), die Straße wurde als zum Teil mehrspurige Fernverkehrsstraße zum Grenzübergang nach Polen ausgebaut, Straße und die im mittleren Abschnitt parallel geführte Nebenstraße mit Bitumendecke) Quelle: Wittenburg, M. von, Plan der Stadt Görlitz, Görlitz E. Remer, 1867, Standort Dresden SLUB/KS 2429, Aufnahme df_dk_0000766, Objektdokument 70300502
5. ↑  Beschreibung des Gartendenkmals Promenade (Silke Epple, 10. September 2008):
  - Erschließung: Zugänge von Norden von der Dr.-Kahlbaum-Allee auf die Promenade, von Westen von der Blockhausstraße, von Süden vom Garten des Blockhauses
  - Wegesystem: landschaftlich geschwungene Wege mit wassergebundener Decke zum Teil verschwunden, südliches Ende der Dr.-Kahlbaum-Allee als Promenade zum Blockhaus führend, unmittelbarer Übergang zu den Neißehängen
  - Gartenbauten: Aussichtsplattform östlich der Promenade mit Blick auf das Viadukt und zur Neiße,
  - Ausstattung: Schillerdenkmal an der nördlichen Ecke der Anlage (Ecke Dr.-Kahlbaum-Allee/Blockhausstraße)
  - alter Baumbestand, Alleen: lückige Allee aus gegenständig angeordneten Winter-Linden (Tilia cordata) entlang der Promenade. Angelegt von C.W. von Schrickel. Allee stand bis 2003 unter „Promenade“ in der Denkmalliste.

Beschreibung des Gartendenkmals (Ragnhild Kober, 19. Dezember 2008):
  - Gehölze: vierreihige Baumallee mit weitestgehend erhaltenen ungeschnittenen Linden, die beiden mittleren Reihen weiter auseinander stehend, die beiden äußeren Reihen jeweils enger zueinander stehend
  - Wegesystem: Promenade mit drei Wegen (ein mittlerer breiter Weg und je ein äußerer schmaler Weg), wassergebundene Wegedecke (alt) mit gepflasterter Rinne auf der Nordwest-Seite

Beschreibung des Gartendenkmals Neißehänge (Silke Epple, 10. September 2008):
  - Erschließung: Zugänge von der Dr.-Kahlbaum-Allee, vom Weg am Hangfuß parallel zur Neiße
  - Wegesystem: landschaftlich geschwungene Wege ehemals mit wassergebundener Decke, zum Teil verschwunden oder nur noch schwer ablesbar, unmittelbarer Übergang zur Parkanlage am Schillerdenkmal
  - Gartenbauten: Aussichtsplattform mit zentralem Spitz-Ahorn (Acer platanoides) direkt an der Dr.-Kahlbaum-Allee (Blick zur Neiße zugewachsen), Aussichtspunkt östlich der Aussichtsplattform als Ausweitung eines nach unten zur Neiße führenden Weges (Blick zur Neiße zugewachsen)
  - alter Baumbestand
  - Bodenrelief: stark abfallendes Gelände nach Südosten zur Neiße
  - Blickbeziehung: ehemalige Blickbeziehungen zur Neiße, die sicher früher von verschiedenen Punkten der Hangwege vorhanden waren, durchweg zugewachsen
6. ↑  Beschreibung des Gartendenkmals (Silke Epple, 14. Oktober 2008):
  - Historischer Plan in: Bresler, Dr. Johannes (Hrsg.): Deutsche Heil- und Pflegeanstalten für Psychischkranke in Wort und Bild. Halle 1910. S. 570.
  - Gartenteile: direkt an den Gebäuden befanden sich Patientengärten, südlich von Haus 6 und 7 in Form einer Parkgestaltung, im östlichen Gelände befand sich ehemals die Gärtnerei
  - Bauliche Schutzgüter:
    - Gebäude: siehe oben
    - Erschließung/Zugänge: Hauptzufahrt mit zweiflügligem Ziergitter-Tor an der Südwesten-Ecke des Geländes von der Dr.-Kahlbaum-Allee, Zufahrt von Norden von der Querstraße
    - Wegesystem: mit Granit-Großpflaster befestigter Fahrweg von der Hauptzufahrt an der Dr.-Kahlbaum-Allee zur nördlichen Zufahrt, Wege mit wassergebundener Decke und schmalen Granit-Borden, zum Teil noch vorhanden, zum Teil noch ablesbar, Spazierwege im Bereich der ehemaligen Gärtnerei
    - Gartenbauten: 
      - aufwändig gestalteter Holzpavillon (Einzeldenkmal) auf quadratischem Grundriss südwestlich von Haus 3 (siehe oben)
      - aufwändig gestalteter, großer Holzpavillon (Einzeldenkmal) auf quadratischem Grundriss an der Dr.-Kahlbaum-Allee
      - Gartenhaus (Einzeldenkmal) aus Stein auf achteckigem Grundriss (offenbar Nutzung als Kapelle) an der Dr.-Kahlbaum-Allee (siehe oben), mit Treppe (auf historischem Plan verzeichnet)
      - Holzpavillon (Einzeldenkmal) östlich von Haus 9 (auf historischem Plan verzeichnet)
      - eiserner Pavillon (Einzeldenkmal) südwestlich von Haus 6
      - Sitzplatz mit Stützmauer aus Bruchstein als halbrunde Ausbuchtung am Weg östlich des Gartenhauses (auf historischem Plan verzeichnet)
      - Stützmauern aus Bruchstein und Treppe aus Granit südwestlich von Haus 6,

  - Wasserelement: Springbrunnen aus Beton südlich von Haus 7
  - Vegetation: alter Baumbestand im gesamten Areal, insbesondere im Bereich südlich von Haus 6 und 7, hier ist die parkähnlich Struktur noch gut erkennbar
    - Baumgruppen: Gruppe aus vier, ehemals sechs, Spitz-Ahornen (Acer platanoides) nördlich von Haus 10
    - Einzelbäume: Magnolie (Magnolia spec.) östlich von Haus 5, riesige Rot-Buche (Fagus sylvatica), Trauer-Esche (Fraxinus excelsior ‚Pendula’) am Holzpavillon südwestlich von Haus 3
    - Hecken und Sträucher: Pflanzung aus Eiben (Taxus baccata) und Ziersträuchern entlang des südlichen Abschnitts der Zufahrt

  - Bemerkungen: Die historische Gestaltung der Außenanlagen, wie sie sich auf dem Plan von 1910 darstellt ist in einigen Bereichen noch gut ablesbar, vielfach sind jedoch Veränderung vorgenommen worden oder z. B. Wegebeziehungen verschliffen.
7. ↑  Folgende Großbauten als Einzeldenkmale:
  - Wohnhaus Karl Ludwig Kahlbaums, Amts- und Empfangsgebäude (1), ein Haus mit James-von-Moltke-Straße 25, CIX/60/31 und 37, CIX/62/1 bis 3 und 9, CXI/58/36. Das Haus wurde, wie aus den Baupolizeiakten hervorgeht, 1866 von den Herren Derschau und Techniker Flößel gebaut. Es wird als Wohnhaus der Kahlbaums bezeichnet, doch ist unklar, wann es von Kahlbaum gekauft und bezogen wurde. Zur Erinnerung sei gesagt, dass Ludwig Kahlbaum 1866 nach Görlitz kam und die Klinik 1867 von Reimers kaufte. Das Gebäude besitzt zwei im Winkel aufeinander stoßende Flügel mit Erd- und Obergeschoss sowie einem Drempelgeschoss. Im äußeren Winkel, also unmittelbar an der Kreuzung der damaligen Promenade und heutigen Dr.-Kahlbaum-Allee und der damaligen Sommergasse und heutigen James-von-Moltke-Straße, ist die Fassade mit einer mehrstufigen Attika dekorativ hochgezogen. Das gleiche Motiv findet sich an den Enden der beiden Flügel, zudem wird eine Kopie des obersten Attikaelements den Langseiten der Flügel in der Mitte aufgesetzt. Das Haus erhebt einen hohen repräsentativen Anspruch, der sich unter anderem in mehreren Gurtgesimsen, Fensterbedachungen, einem Konsolfries am Traufgesims und Putznutungen am Erdgeschoss äußert. Von der Rückseite bietet sich das Haus schlicht dar. Original erhalten sind Details wie die zweiflüglige mit Oberlicht versehene Eingangstür. Das Doppelhaus (auch Adresse James-von-Moltke-Straße 25) ist im Außenbau unverändert erhalten. Denkmalwert: hoch.
  - Schweizerhaus (3), CIX/62/17 bis 20 und 23, CXI/58/32, 33. Das Haus wurde wohl ab 1872 gebaut. Architekt ist ein Herr H. Brick. Es erhebt sich dreigeschossig mit Drempelgeschoss und flachem Satteldach – deshalb Schweizerhaus – über einem rechteckigen Grundriss mit einem Rücksprung. Die Fassadengliederung mit drei Gurtgesimsen, geraden Fensterbedachungen und zwischen Bedachung und Fenster liegenden, reliefierten Putzspiegeln ist erhalten. Ebenfalls erhalten ist am südlichen Giebel das Gespränge und eine Dreiecks-Bedachung über dem Balkonaustritt. Eine Tür weist eine schöne Glasätzung mit Rankenwerk und Vasen auf. Das Haus ist im Außenbau unverändert erhalten. Denkmalwert: hoch.
  - Haus mit Turm, mehrgliedrig, geschlossene Krankenzellen für schwere Fälle Frauen und Wohnhaus (4), an der Querstraße, CIX/60/36, CIX/62/21 bis 22 und 24 bis 25. Das Haus wurde von 1880 bis 1882 gebaut. Es erhebt sich mit zwei rechtwinklig aufeinander stoßenden Flügeln mit einem Hochparterre und einem niedrigeren Obergeschoss. Der Baukörper ist stark aufgelöst. So ist im Flügel parallel zur Querstraße mittig ein höherer Baukörper durchgesteckt, der mit seinem Giebel hier eine Art Mittelrisalit mit im Erdgeschoss vorgelagertem Erker bildet, und im Winkel auf der Außenseite dominiert ein viergeschossiger schlanker Turm mit quadratischer Grundfläche. Neben dem Turm ist der Eingang mit Freitreppe angeordnet. Erhalten sind die Gesimse. Erhaltungszustand: Die ursprüngliche Putzgliederung ist nicht erhalten. Die heutige stammt wahrscheinlich aus der Zeit um 1910 und ist somit bereits selbst wieder denkmalwert. Denkmalwert: hoch.
  - Wirtschaftsgebäude für Küchen und Lagergebäude (5), Nähe Querstraße, CIX/62/26, 28 und 29, CXI/58/35, 36. Das Haus wurde von 1887 bis 1889 vom Görlitzer Bauunternehmer P. Dudel nach Entwürfen von R. O. Schendler gebaut. Es erhebt sich mit Erd- und Obergeschoss über einer großen Grundfläche. Auf der Nordseite sind die Ecken eingezogen und durch eingeschossige viertelkreisförmige Bauten geschlossen. Auf der Südseite ist mittig ein eingeschossiger kleiner Bau angesetzt, wobei auch hier die verbleibenden Ecken durch viertelkreisförmige Bauten geschlossen sind. Am angesetzten Bau setzt mittig ein flacher Verbindungsgang zu Haus 6 an. Der Bau ist sehr schlicht. Erhaltungszustand: Im Außenbau geglättet, es gibt kaum Putzgliederungen. Denkmalwert: gering.
  - Gesellschaftshaus mit Beschäftigungsräumen, darunter Musikzimmer, Bibliothek, Festsaal und Wintergarten (6), gebaut von 1885 bis 1887, CIX/62/30 bis 33, CXI/58/30 und 31 (Saal) und 34. Das Haus wurde von 1885 bis 1887 nach Entwürfen vom Görlitzer Bauunternehmer P. Dudel gebaut. Es erhebt sich teils ein-, teils zweigeschossig über einem rechteckigen Grundriss und enthält verschiedene Beschäftigungsräume, darunter auf der Westseite den Saal. Die Fassaden sind aufwändig gestaltet mit Gesimsen, Lisenen, geraden und dreieckigen Fensterbedachungen und Putzspiegeln. Erhaltungszustand: gut. Denkmalwert: hoch.
  - Kurhaus für leichte Fälle und Wohnhaus Reimers (7) mit Springbrunnen dahinter. CIX/62/34 bis 37, CIX/61/1, Springbrunnen CIX/60/12, CXI/58/27 bis 29. Das Haus wurde als erster und wichtigster Bau der Reimers´schen Anstalt im Jahr 1854 gebaut, die Funktion als „Kurhaus für leichte Fälle“ erhielt der Bau erst später. Der Brunnen mit großem runden Ring kam 1855 und ein neues Treppenhaus am Westgiebel 1858 hinzu. Der Entwurf für den Bau stammt von Baumeister Grube von der Provinzialgewerbeschule in Görlitz. Es handelt sich um einen dreigeschossigen Bau mit Mittelkorridor. Im Außenbau stark geglättet, ein originales Detail sind die dreigeschossigen Holzveranden auf der Rückseite zum Park. Erhaltungszustand: Der Bau ist aufgestockt und im Außenbau stark geglättet. Letztes originales Detail sind die dreigeschossigen Holzveranden auf der Rückseite zum Park. Erhaltungszustand: schlecht. Denkmalwert: Hinsichtlich der Originalsubstanz schlecht. Hier ist jedoch der geschichtliche Wert zu beachten.
  - Ärztliches Pädagogium mit Kegelbahn, Werkstatt und Turnsaal (8), dazu die miteinander einen Winkel und mit Haus 8 einen Hof bildenden langen eingeschossigen Veranden mit geschlossener Rückwand, entweder Liegehallen oder Kegelbahnen. Auf der Rückseite hier Garagen, diese kein Einzeldenkmal. CIX/61/2 bis 4 und 10/11, CIX/61/5 bis 9. Das Haus wurde im Zeitraum von 1854 bis 1884 gebaut und umgebaut. Es erhebt sich mit zwei Geschossen über einem hufeisenförmigen Grundriss (oder besitzt nur zwei zweigeschossige Flügel im Winkel). Eingeschossige Bauten ergänzen den Grundriss zum Rechteck. Die Fassaden sind anspruchsvoll durchgestaltet mit mehrfachen Gesimsen, Ecklisenen und einem Erker. Die miteinander einen Winkel und mit Haus 8 einen Hof bildenden langen eingeschossigen Veranden mit geschlossener Rückwand waren entweder Liegehallen oder die in den Bauakten verzeichnete Kegelbahn. Erhaltungszustand: Die Fassaden sind original erhalten. Es fehlen die beiden repräsentativen Dreiecksgiebel und einige Gesimse im oberen Bereich. Der Eingangsbereich war wesentlich repräsentativer gestaltet. Denkmalwert: mittel bis hoch.
  - Krankenzellen für mittelschwere Fälle Männer (9), nach Osten offener Holzvorbau, dazu der ebenfalls östliche offene Holzpavillon. CIX/61/12 bis 14. Das Haus wurde im Zeitraum von 1854 bis 1884 gebaut. Es ist recht lang mit klassischer Architekturgliederung mit Gesimsen und Fensterbedachungen und -faschen und nach Osten einem offenen Holzvorbau. Dieser Holzvorbau ist recht hoch und entspricht damit dem massiven Trakt dahinter. Die Bögen sind auf maurisch anmutende Art in kleinen Bögen ausgesägt. Der offene Holzpavillon besteht nur in einer Holzkonstruktion mit flachem Zeltdach vier Stützen. Erhaltungszustand: Gut, die Fassaden sind original erhalten. Denkmalwert: mittel bis hoch.
  - Krankenzellen für mittelschwere Fälle Männer (10). CIX/61/21 bis 23, CXI/58/24 (Stuck) und 26 (Wendeltreppe). Das Haus wurde wahrscheinlich in der Phase von 1854 bis 1866 gebaut. Es ist über rechteckigem Grundriss zweigeschossig und weist eine klassische Architekturgliederung mit Gurtgesimsen, Fensterbedachungen und -faschen sowie Putzspiegeln zwischen Fenster und Bedachung auf. Die Eingangstür ist original. Erhaltungszustand: Gut, die Fassaden sind original erhalten. Denkmalwert: mittel bis hoch.
  - Tobzellen, Speisesaal und Krankenzellen für schwere Fälle Männer (11), Nähe Querstraße. CIX/61/15 bis 19. Das Haus wurde von 1895 bis 1897 von P. Dudel gebaut. Es besteht aus zwei Flügeln, wobei der nach Süden abknickende im Gegensatz zum ansonsten zweigeschossigen Bau mit Drempelgeschoss größtenteils eingeschossig ist. Der Bau besitzt eine klassische Architekturgliederung mit Gurtgesimsen, Fensterfaschen und -bedachungen sowie zwischen liegenden Putzspiegeln und teils rundbogigen Fenstern. Erhaltungszustand: Gut, die Fassaden sind original erhalten. Denkmalwert: mittel bis hoch. Haus brannte am 16. Juni 2015.
  - Kesselhaus zur Gasversorgung der Anstalt mit Wassergas (12), Querstraße 12. CIX/61/24 bis 26, 31, 36. Das Haus wurde wohl um 1890 in Klinker gebaut. Es besteht aus einem Wohnflügel für das Personal der Anlage, einem rechtwinklig anschließenden Verbindungstrakt und dem anschließenden eigentlichen Kesselhaus. Das Wohnhaus weist mit dem Giebel des flachen Satteldaches zur Querstraße und ist gestalterisch nicht unambitioniert: Hellerer und dunklerer Klinker wechseln sich in Lagen ab, es finden sich Gesimse und die Sohlbänke ruhen auf Konsolen. Auf der linken Langseite sind Gesimse um Mauervorsprünge herum verkröpft. Erhaltungszustand: Gut, die Gebäude sind original erhalten. Denkmalwert: mittel bis hoch.
  - Kleines Nebengebäude aus Klinker östlich von Haus 13. CIX/61/33 bis 35. Das Haus wurde wohl um 1890 in Klinker gebaut. Es erhebt sich mit zwei Geschossen über einem kleinen Grundriss. Ein Gurtgesims mit über Eck gestellten Klinkern trennt Erd- und Obergeschoss. Erhaltungszustand: Gut, das Gebäude ist original erhalten. Denkmalwert: mittel bis hoch.
  - Empfangshaus, massiv, an der Querstraße nördlich von Haus 5. CIX/62/27.
  - Offenes Lager westlich von Haus 13. CIX/61/28 und 29. Es handelt sich hier um einen allseits offenen Unterstand mit flachem Satteldach
  - Folgende kleine Gebäude als weitere Einzeldenkmale:
    - Ein einseitig offener Holzpavillon mit Gespränge und Schnitzwerk am Giebel südwestlich von Haus 3, CIX/62/14 bis 16
    - Ein allseitig offener Holzpavillon nahe der Dr.-Kahlbaum-Allee, CIX/60/4 und 5
    - Kapelle als allseitig geschlossener steinerner Pavillon mit rundbogigen Öffnungen, emporführender Steintreppe und Unterkellerung unmittelbar an der Dr.-Kahlbaum-Allee, von 1854, CIX/60/7, 8 und 30
    - Ein kleines Pfortenhäuschen neben Haus 1, Denkmalwert fraglich, CIX/62/7 und 8
    - Ein langer ebenerdiger Bau mit geschlossener Rückwand parallel zur James-von-Moltke-Straße, möglicherweise Liegehalle, mit Garagen, CIX/62/11 bis 13
    - Ein offener eiserner Pavillon südwestlich von Haus 6, CIX/60/13

  - Keine Einzeldenkmale, aber Bestandteile der Sachgesamtheit:
    - Versorgungsgebäude und Werkstätten (13) CIX/61/27 und 30 und 32. Das Haus wurde auch noch im 19. Jahrhundert gebaut. Es handelt sich dabei um einen dreigeschossigen, schmucklosen Putzbau mit flachem Satteldach.
    - Garagen (2), CIX/62/4 bis 6 und 10
    - Gebäude Einkaufsquelle, CIX/61/20
8. ↑  Beschreibung des Gartens (Nebenanlage, Ragnhild Kober, 19. Dezember 2008):
  - Gehölze: Solitärbäume (eine Eiche im Südwesten des Ständehauses, eine Trauerweide in der West-Ecke des Grundstücks, eine Buche im Nordwesten des Ständehauses), im Nord-Bereich Altbaumbestand (Buchen, Linden, Spitzahorn) und an der West-Grenze Baumreihe (vier Spitzahorn, Esche) dicht stehend und hoch aufgewachsen, Eiben in des West-Ecke des Grundstücks, ein Stubben (Linde) an der Südost-Grenze
  - Erschließung: unter dem Vorbau mit Balkon der Hauptzugang zum Gebäude als Fahrweg mit Großsteinpflaster aus Granit, Hof mit Kleinsteinpflaster aus Granit und zwei Treppen mit je fünf Granitstufen und Wangen aus verputztem Mauerwerk mit Abdecksteinen aus Granit, Basaltpflasterfläche an der Einfahrt im Süden
  - Bemerkung: Garten stark beeinträchtigt durch PKW-Stellplätze im Südwest-Bereich und einen um das Ständehaus herum führenden Fahrweg mit Bitumendecke, Nutzung zurzeit als Alten- und Pflegeheim „Am Stadtpark“, neues Bettenhaus 1999/2000 errichtet, in der Südwest-Ecke neu angelegte Wege- und Vegetationsflächen, auf dem Plan der Stadt und des Stadtkreises Goerlitz 1891 Wegeführung im Garten verzeichnet (Quelle: Müller: Plan der Stadt u. des Stadtkreises Goerlitz 1891, SLUB Kartenforum, Objektdokument 70400124)